# Église de la Trinité de La Chapelle-en-Serval
L'église de la Trinité est une église catholique paroissiale située à La Chapelle-en-Serval, en France. La paroisse est érigée en 1246, et remplace celle du village disparu de Géni, qui est réunie à la paroisse voisine d'Orry-la-Ville. L'église actuelle est issue de la reconstruction après la Guerre de Cent Ans et affiche le style gothique flamboyant. Dans un premier temps, pendant la première moitié du XVIe siècle, seulement la dernière travée et l'abside sont construites, et la nef de la précédente église ou chapelle continue de servir. Le reste de l'église est bâtie quelque temps après. Son architecture est d'une grande banalité, et quelque peu répétitive ; il n'y a aucun élément qui témoigne d'une certaine recherche stylistique. Sous cet aspect, l'église de la Trinité est représentative des églises rurales de la période gothique tardive, même si les exigences esthétiques sont généralement plus élevées dans la région. Le clocher est plus récent, et appartient à la fin de la Renaissance ; c'est une réplique de la tour méridionale de l'église Saint-Pierre de Senlis. Les voûtes des premières travées de la nef sont probablement ajoutées après coup, en 1685. Le portail a été refait en 1818, et manque complètement de décoration. Malgré son faible intérêt, l'église est inscrite aux monuments historiques par arrêté du 22 août 1949. Elle est aujourd'hui affiliée à la paroisse du Saint-Esprit du Serval, dont le principal lieu de culte est l'église Saint-Martin de Plailly. Les messes dominicales sont célébrées en l'église de la Trinité environ une fois par mois, en alternance le samedi soir ou le dimanche matin.

## Localisation
L'église de la Trinité est située en France, en région Hauts-de-France et au sud du département de l'Oise, aux confins de l'Île-de-France, dans le Parc naturel régional Oise-Pays de France, en marge du bourg de La Chapelle-en-Serval, place de l'Église et rue du Vieux-Château. L'emplacement correspond à l'extrémité sud-est du centre ancien du village ; l'ancien château et son parc se situent jusqu'en face, de l'autre côté de la rue, au sud. La rue est perpendiculaire à la RD 1017. Elle longe l'élévation méridionale de l'église, puis passe autour du chevet. La façade donne sur la place de l'Église, qui est en réalité une courte rue en cul-de-sac. L'église est entourée de son ancien cimetière, qui est aujourd'hui une pelouse, fermée d'accès en dehors des heures des offices. Les élévations ouest, nord et est de l'église sont toutefois bien visibles depuis la voie publique.

## Histoire
Au XIIe siècle, la Chapelle-en-Serval n'est qu'un hameau, qui appartient à Guy III Le Bouteiller de Senlis. En 1187, selon Eugène Müller, ce seigneur le donne, avec le fief d'Orry, au chapitre de la cathédrale de Senlis. En contrepartie, une messe annuelle doit être célébrée pour le salut de l'âme de son frère, Pierre l'Hermite, archidiacre de Soissons. La Chapelle semble avoir des origines communes avec Orry-la-Ville, son voisin. Le château seigneurial d'Orry, qui se trouvait apparemment sur le territoire de l'actuelle commune de La Chapelle, devrait être à l'origine du développement des deux villages. Pour éviter la confusion avec le château, le village d'Orry a pris le qualificatif de « la Ville ». En plus du château, il y avait, avant le développement du village de La Chapelle, le village de Géni, qui a été abandonné sous la guerre de Cent Ans, et qui devait se trouver au nord-est, non loin de la route de Senlis. La cure de Géni est mentionnée dans une charte de 1126, qui est citée par Gustave Macon et Ernest Dupuis, et indique que l'abbesse de l'abbaye Saint-Remi de Senlis sont les collateurs de la cure. Pendant la première moitié du XIIIe siècle, Géni est successivement abandonné à la faveur du hameau de La Chapelle, qui devient un village, puis une paroisse indépendante. En 1246, les revenus de la paroisse de Géni sont réunies à celle d'Orry-la-Ville, et La Chapelle-en-Serval est érigée en paroisse. Réduit à un simple hameau, Géni disparaît sous la guerre de Cent Ans. Devant ces faits, on peut supposer que Géni est la paroisse-mère pour Orry-la-Ville et La Chapelle-en-Serval à la fois. Le prieur de Saint-Nicolas-d'Acy présente à la cure ; une fois sur trois, il doit laisser ce privilège à l'abbesse de Saint-Rémi du temps de l'existence de cette abbaye. Après son extinction, le chapitre Notre-Dame de Senlis hérite de ce droit. Sous tout l'Ancien Régime, la paroisse dépend du doyenné et du diocèse de Senlis. L'église est placée sous le vocable de la sainte Trinité.

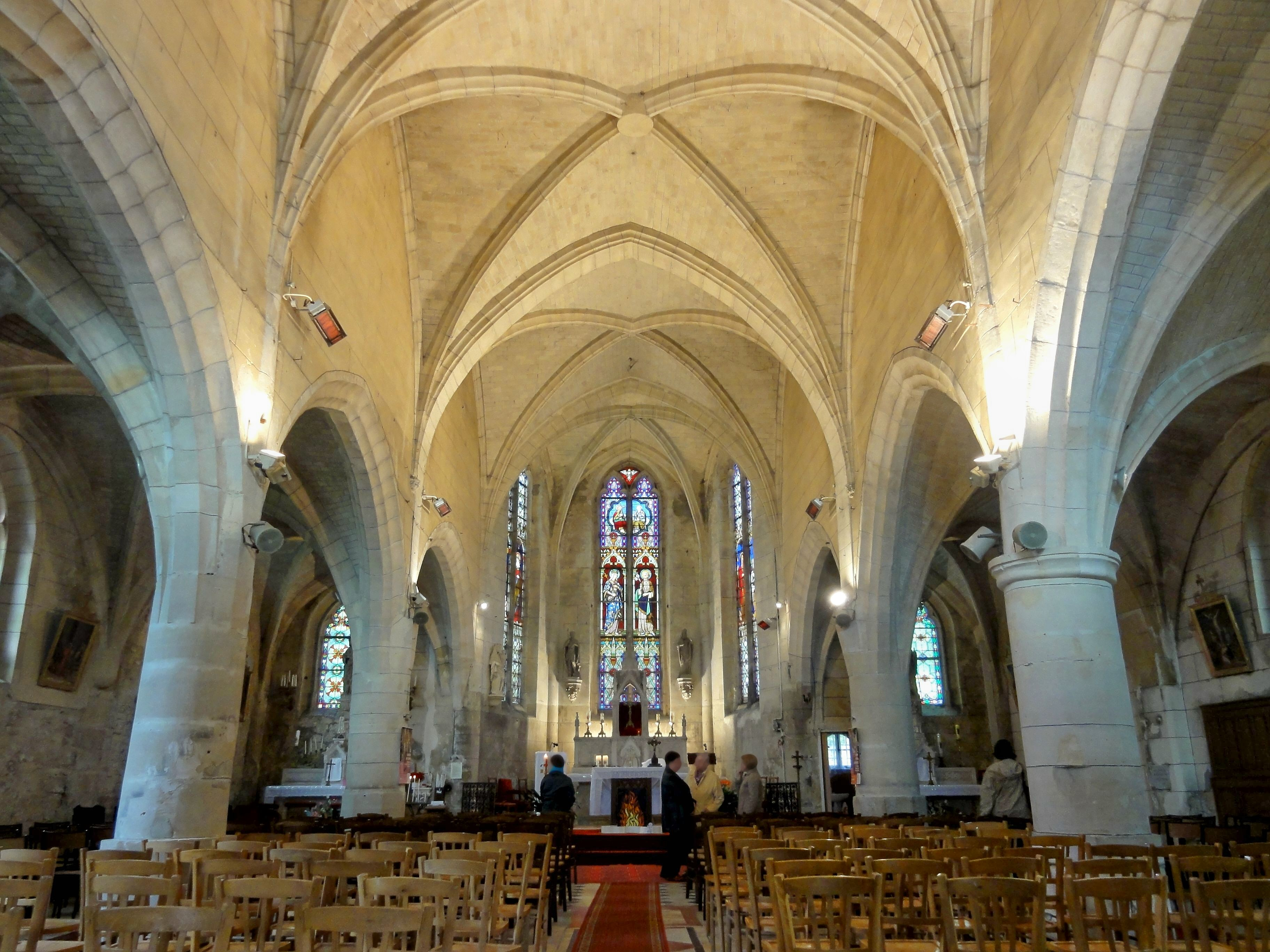
Vue générale intérieure.

Jusqu'à la construction de l'église actuelle, pendant la première moitié du XVIe siècle, la chapelle qui existe avant la fondation de la paroisse et qui a motivé le nom du village, continue peut-être de servir. Selon Dominique Vermand, aucun élément de l'église proprement dite n'est antérieur à la guerre de Cent Ans, contrairement à ce que pense Eugène Müller, qui écrit que l'église remonte en partie au XIVe siècle. Mais peut-être, il n'a en tête que la statue de la Vierge à l'Enfant, qui date du second quart ou du milieu du XIVe siècle, et subsiste du précédent édifice de culte. La première campagne de construction de l'église actuelle ne porte que sur l'abside, la dernière travée du vaisseau central, et la dernière travée du bas-côté sud. Ceci est indiqué par le pignon intermédiaire entre la troisième et la quatrième travée du vaisseau central, dissimulé par la toiture, et par le contrefort biais entre la troisième et la quatrième travée du bas-côté sud, qui devait être primitivement un contrefort d'angle. En attendant la construction des autres travées, les fidèles prennent place dans l'ancienne nef.
Le manque de caractère de l'architecture ne permet pas une datation plus précise, et l'on peut seulement dire que l'église affiche globalement le style gothique flamboyant. Seulement le portail et le clocher font exception. Le clocher est influencé par la tour Renaissance de l'église Saint-Pierre de Senlis, qui date de la fin du XVIe siècle. Le clocher, ainsi que la façade, ne doivent donc pas être antérieurs à cette époque. Le voûtement d'ogives de l'église n'est pas encore tout à fait achevé, car la première voûte de la nef porte la date de 1685. Le portail occidental a été refait en 1818, selon l'inscription qui y est gravée : « érigé par M. Doutreleau en mémoire de sa famille 1818 ». — Eugène Müller estime que l'église de la Trinité est « d'un intérêt archéologique et artistique à peu près nul ». Dominique Vermand ne peut porter à son actif qu'« elle est particulièrement représentative de cette architecture gothique tardive assez simple et répétitive qui, à partir de la seconde moitié du XVe siècle, accompagna l'important mouvement de reconstruction rendu nécessaire par les désastres de la Guerre de Cent Ans »,,. L'église est néanmoins inscrite aux monuments historiques par arrêté du 22 août 1949.
Le siège épiscopal de Senlis n'est plus pourvu après la Révolution française. Le département de l'Oise est provisoirement rattaché tout en entier au diocèse de Beauvais, qui perd ses territoires à l'extérieur du département. Le concordat de 1801, qui officialise la légalisation de la pratique du culte, apporte le rattachement de l'Oise au diocèse d'Amiens. Depuis le rétablissement du diocèse de Beauvais en 1822, la paroisse de La Chapelle-en-Serval en fait définitivement partie. Elle perd officiellement son indépendance avec la définition de quarante-cinq nouvelles paroisses en 1996. En réaction au manque de prêtres, ce sont souvent de très grandes paroisses avec, en moyenne, quinze à vingt clochers par prêtre. L'église de la Trinité est rattachée à la paroisse du Saint-Esprit du Serval, dont le curé réside au prieuré de Mortefontaine. La paroisse du Saint-Esprit regroupe six communes seulement, ce qui est rare pour un secteur qui ne comporte aucune commune atteignant les 4 000 habitants. L'église principale de la paroisse est l'église Saint-Martin de Plailly, où la messe dominicale de 11 h 00 est célébrée de septembre à juin. À l'église de la Trinité, les messes dominicales sont célébrées pas plus souvent qu'une fois par mois, un samedi à 18 h 30 les mois impairs, ou un dimanche à 9 h 30 les mois pairs, en alternance avec les églises de Mortefontaine, Pontarmé et Thiers-sur-Thève.

## Description

Plan de l'église.

### Aperçu général
Régulièrement orientée, l'église répond à un plan très simple sans transept, et se compose d'un vaisseau central de quatre travées, accompagnée de deux bas-côtés de même longueur se terminant par un chevet plat, et d'une abside à trois pans. L'ensemble de l'église est voûté sur des croisées d'ogives simples. Le clocher s'élève au-dessus de la première travée du bas-côté sud. Une petite sacristie occupe l'angle entre bas-côté sud et abside. Les trois vaisseaux sont recouverts par une toiture unique à deux rampants, avec un large pignon à l'ouest. L'église possède deux accès : le portail occidental de la nef, et un petit portail latéral dans la seconde travée du bas-côté sud.

### Intérieur

#### Vaisseau central

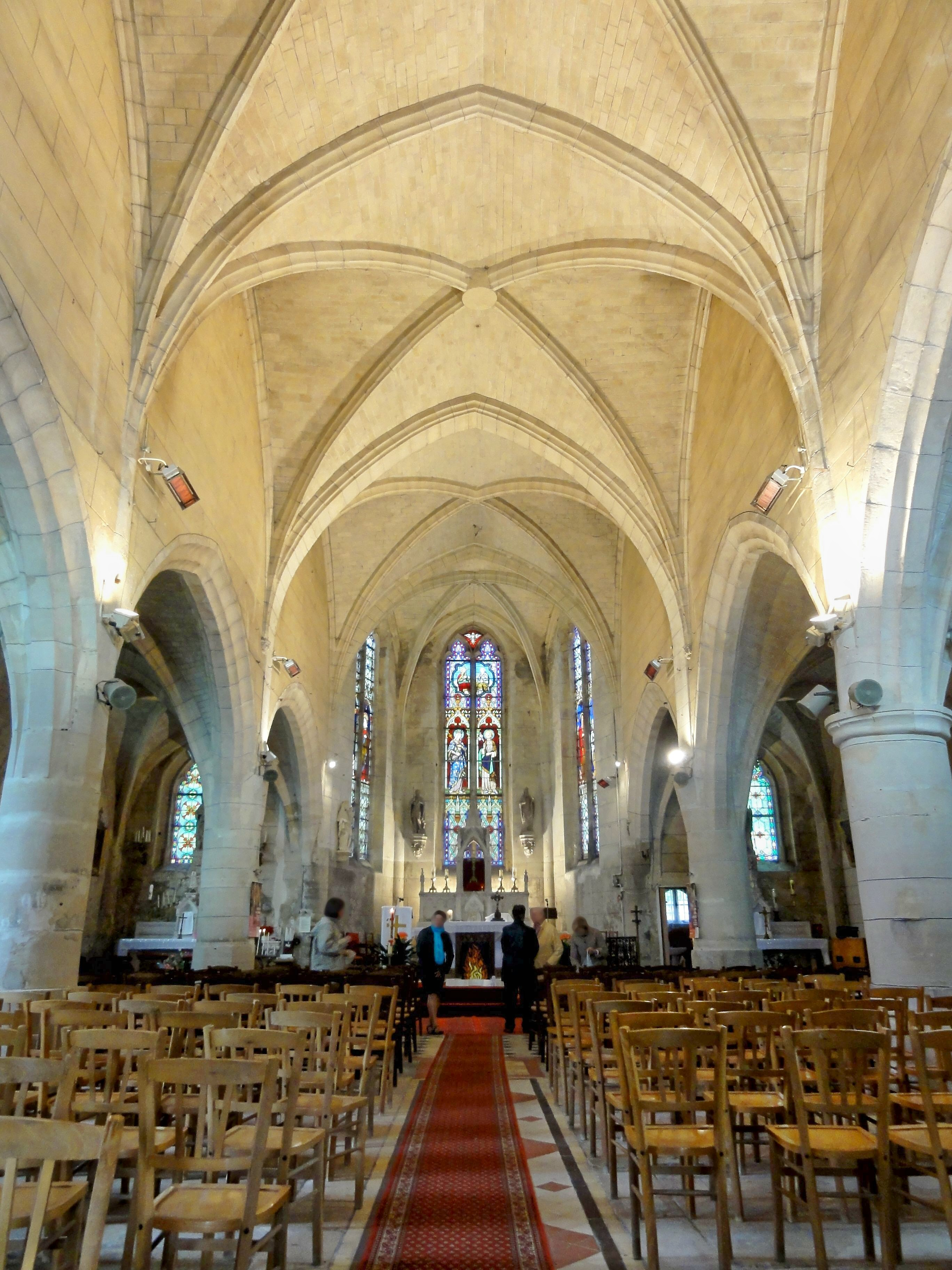
Vue intérieure générale.

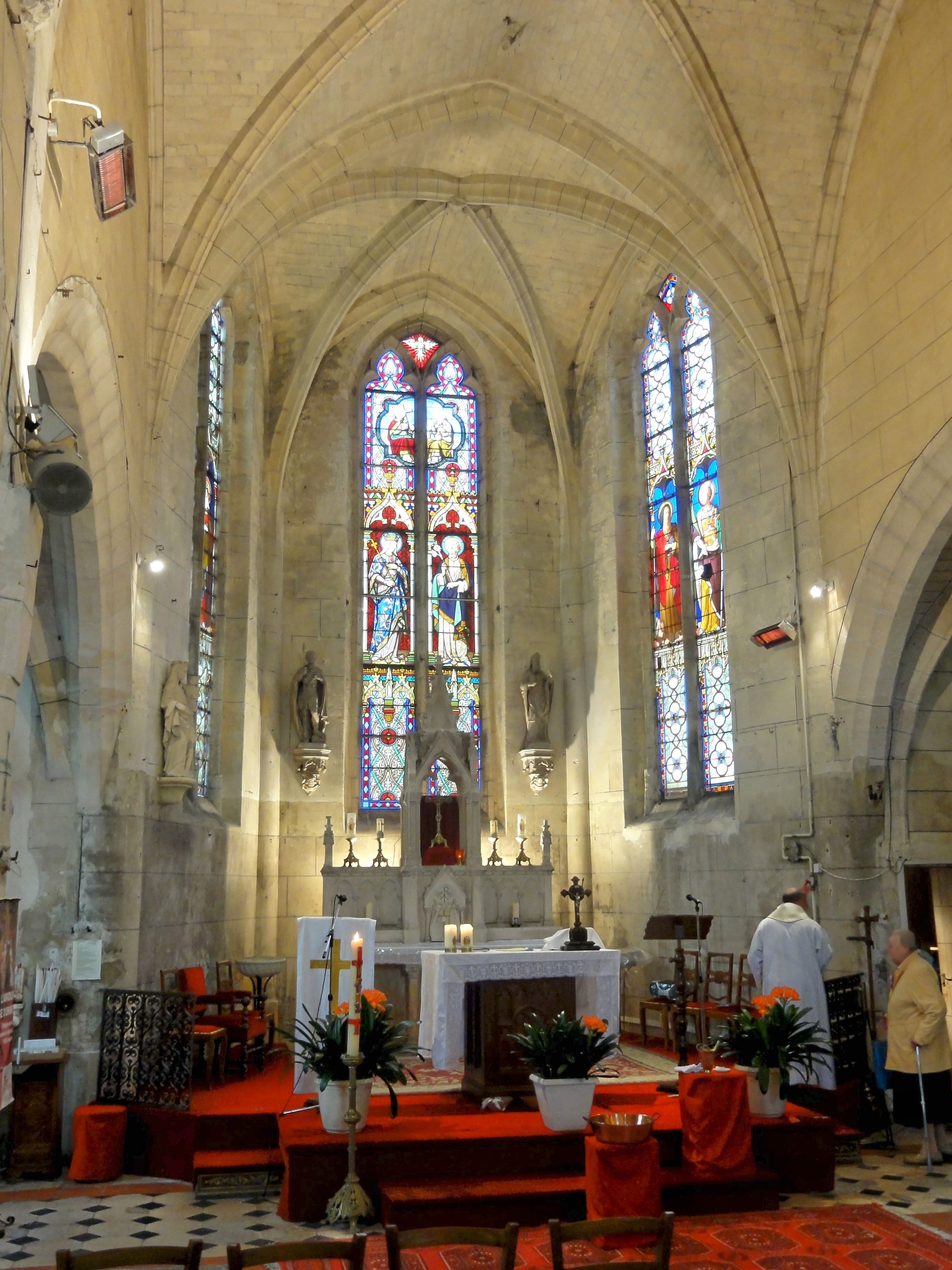
Vue dans l'abside.

Le vaisseau central se caractérise par des murs hauts aveugles au-dessus des grandes arcades, qui le font communiquer avec les deux bas-côtés ; par une hauteur médiocre ; par un emploi toujours généralisé de l'arc brisé ; et par une modénature prismatique d'une grande simplicité. Dans la région, les nefs aveugles sont la règle pour les églises reconstruites après la guerre de Cent Ans en milieu rural : dans les environs, on peut citer les exemples de Baron, Jagny-sous-Bois, Montagny-Sainte-Félicité, Pont-Sainte-Maxence, Saint-Pierre de Senlis, Survilliers, Le Thillay, Verneuil-en-Halatte, Vineuil-Saint-Firmin, Viarmes, etc., rien que pour la période flamboyante. Rares sont les églises flamboyantes pourvues de fenêtres hautes, comme Bessancourt et Villiers-le-Bel, qui sont issues de la transformation d'églises médiévales, ou L'Isle-Adam. Les grandes arcades reposent sur des piliers monocylindriques appareillés en tambour, comme à Bessancourt, Jagny-sous-Bois, Mont-l'Évêque, Précy-sur-Oise, Survilliers, Le Thillay, Vauréal, et dans le chœur de Boran-sur-Oise. L'esthétique flamboyante privilégie les piliers ondulés, par lesquels les nervures des voûtes peuvent retomber jusqu'aux bases sous la forme de renflements ou ondulations. Le long des murs, des piliers cylindriques engagés, comme à La Chapelle-en-Serval, sont un peu plus fréquents. En revanche, des bases d'une telle banalité qu'à La Chapelle-en-Serval sont l'exception : il n'y en a en fait pas de bases à proprement parler ; les piliers retombent directement sur des socles octogonaux, qui ne sont pas moulurés.
Les grandes arcades se fondent directement dans les piliers, à l'exception du second pilier au sud, qui est muni d'un tailloir mouluré de plan circulaire. Les chapiteaux font donc complètement défaut dans l'église. Au-dessus des piliers, un faible renflement dans les murs monte jusqu'à la retombée des voûtes de la nef. Le tracé surbaissé des arcades tient compte du plan barlong des travées des bas-côtés dans le sens longitudinal, alors que les arcs formerets au-dessus sont plus aigües, car les travées de la nef sont barlongues dans le sens transversal. La mouluration des arcades, des ogives et des arcs-doubleaux se décline à partir d'un même profil de base, qui prend plus ou moins d'ampleur selon les besoins : un méplat entre deux étroites gorges, et deux larges gorges faiblement prononcées. Sur les ogives, le méplat est réduit à une étroite arête, ce qui leur confère une forme aigüe, caractéristique de l'architecture flamboyante à son apogée, jusqu'à la fin du premier tiers du XVIe siècle environ. Dans l'église de la Trinité, ce profil a été introduit lors de la première campagne de construction, et puisqu'il est facile à obtenir et ne nécessite pas des tailleurs de pierre d'un grand talent, on l'a ensuite reproduit sur toutes les autres voûtes. L'architecture flamboyante montre généralement une prédilection pour les profils complexes. Le profil simple rencontré à La Chapelle-en-Serval reste limité à une partie des arcades et nervures dans les autres églises de la région : croisée du transept d'Avrechy ; ogives et doubleaux de Blaincourt-lès-Précy ; grandes arcades retaillées au nord de la nef de Clermont ; doubleaux également retaillés de la nef et de la base du clocher de Cauvigny ; nef de Jonquières ; chœur de Magny-en-Vexin ; arcades sous le clocher de Précy-sur-Oise ; une arcade du collatéral de Presles ; grandes arcades de La Roche-Guyon ; grandes arcades du sud de Saint-Clair-sur-Epte, taillées dans un mur préexistant ; grandes arcades de Venette, croisée du transept de Vétheuil (parfois le nombre de moulures est plus important). Dans la nef et dans le bas-côté sud, le dernier doubleau est plus large que les autres, et marque l'intersection entre la première campagne de construction et les parties construites ultérieurement. Au niveau de ce doubleau, les ogives et formerets de la nef sont reçus sur de petits culs-de-lampe sculptés de feuillages. Rien n'est à dire sur les clés de voûte du vaisseau central : dans les quatre travées droites, elles sont frustes, et se limitent à un petit disque non décoré, et dans l'abside, la clé potentiellement armoriée a été martelée.
L'abside présente la particularité de ne pas posséder de partie droite. Elle se limite au chevet à trois pans. Les pans latéraux ne sont que légèrement obliques, et assument donc la mission de la partie droite, qui est de donner de la profondeur au sanctuaire. Il en résulte des pans assez larges, et un chevet qui se situe à mi-chemin entre le chevet à pans coupés habituel, et le chevet plat, fréquent dans la région. Les absides de Droizelles, Fresnoy-la-Rivière, Marolles et Mézy-sur-Seine partagent ce même plan. En dépit de son importance liturgique comme espace de la célébration eucharistique, l'abside n'a pas bénéficié de la moindre ornementation architecturale. Elle est toutefois harmonieuse et bien proportionnée, et ne paraît pas aussi basse que la nef, grâce à de hautes et étroites fenêtres. Elles sont loin d'occuper toute la largeur des murs, et sont munies d'un remplage de deux lancettes à têtes tréflées. Ces lancettes montent jusqu'au sommet des fenêtres, au lieu de laisser la place à des soufflets et mouchettes ou autres formes flamboyantes, qui agrémentent généralement les tympans des verrières flamboyantes. Entre les deux têtes tréflées, ne reste qu'une sorte de triangle. À gauche et à droite, les écoinçons sont pleins. Il n'y a pas, dans les environs, d'autres exemples d'un remplage de ce type. À La Chapelle-en-Serval, il règne aussi sur les fenêtres des bas-côtés. La voûte de l'abside est de plan trapézoïdal, et établie sur une croisée d'ogives simples. De part et d'autre de la baie d'axe, de minces fûts cylindriques engagés dans les murs reçoivent les ogives et formerets.

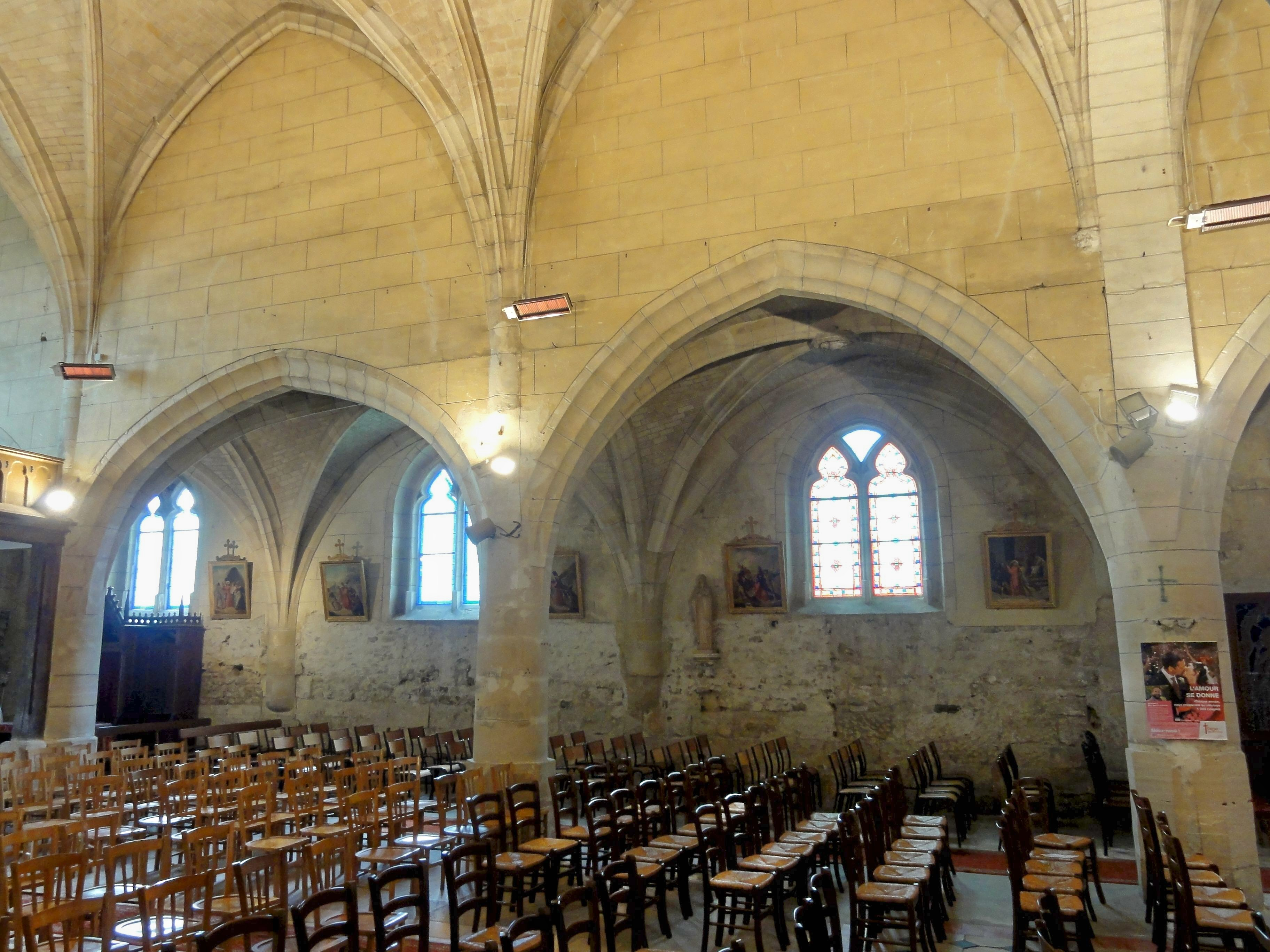
Nef, 2e et 3e grande arcade du nord.
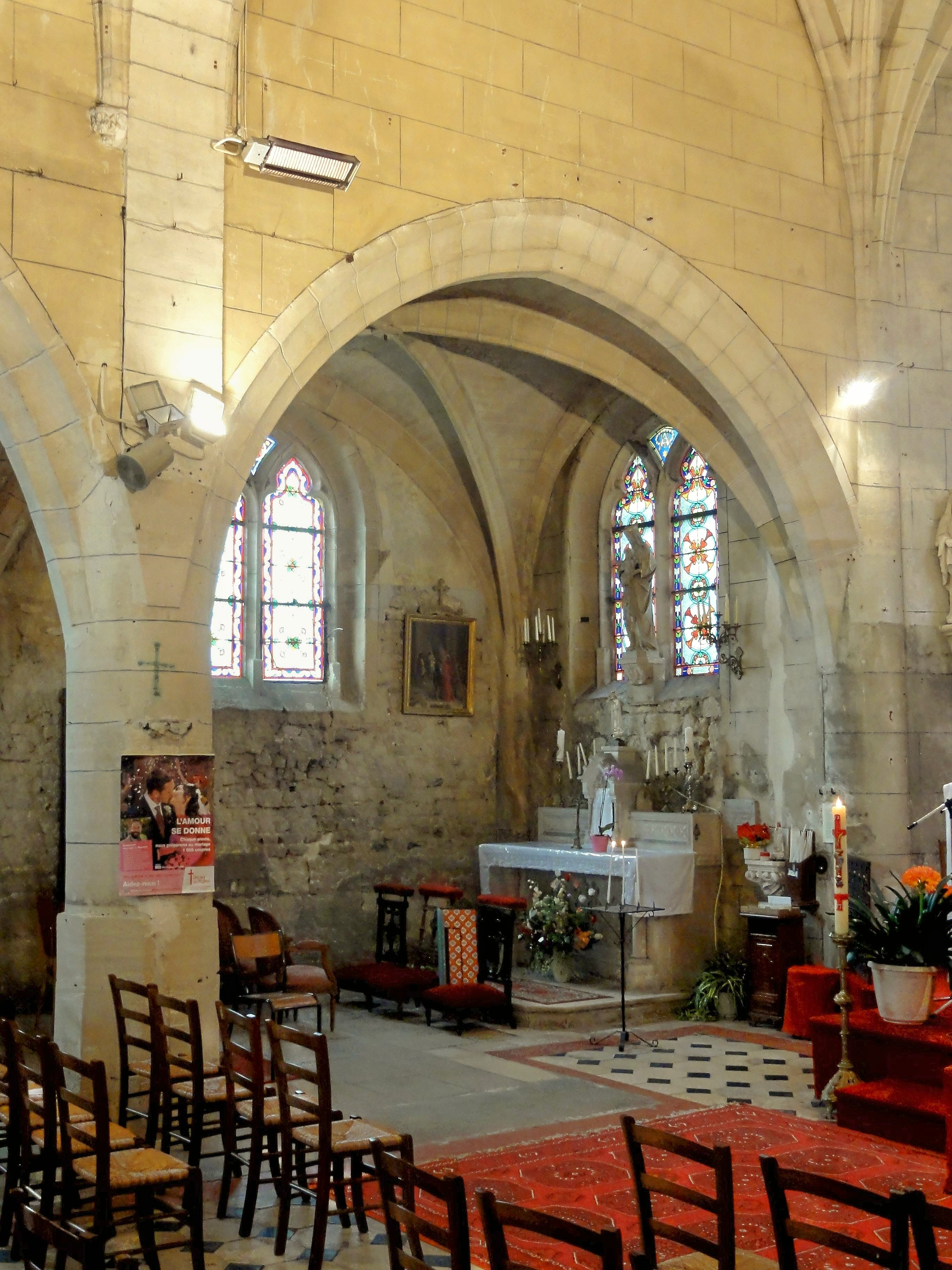
Nef, dernière grande arcade du nord.
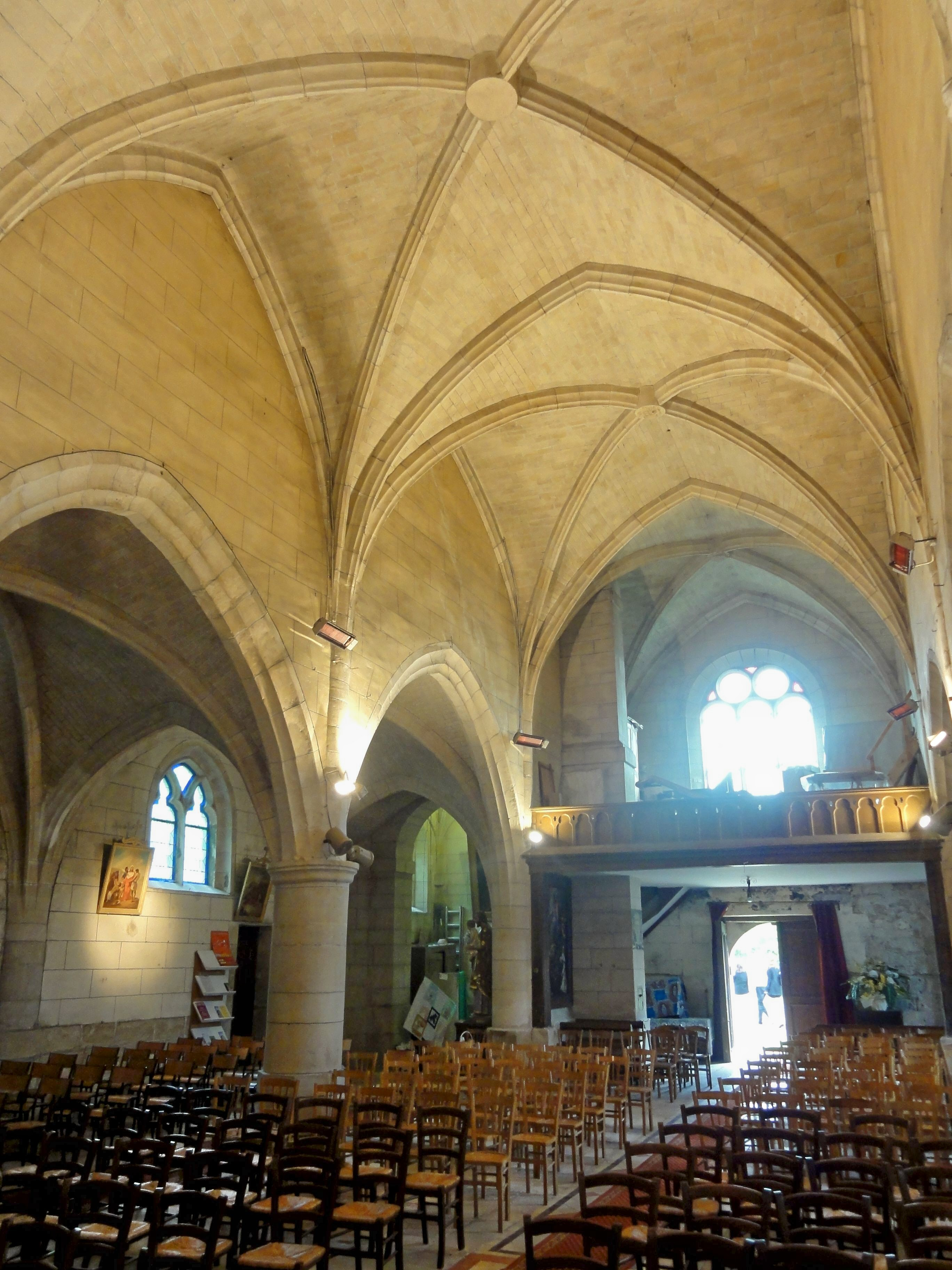
Nef, vue vers le sud-ouest.
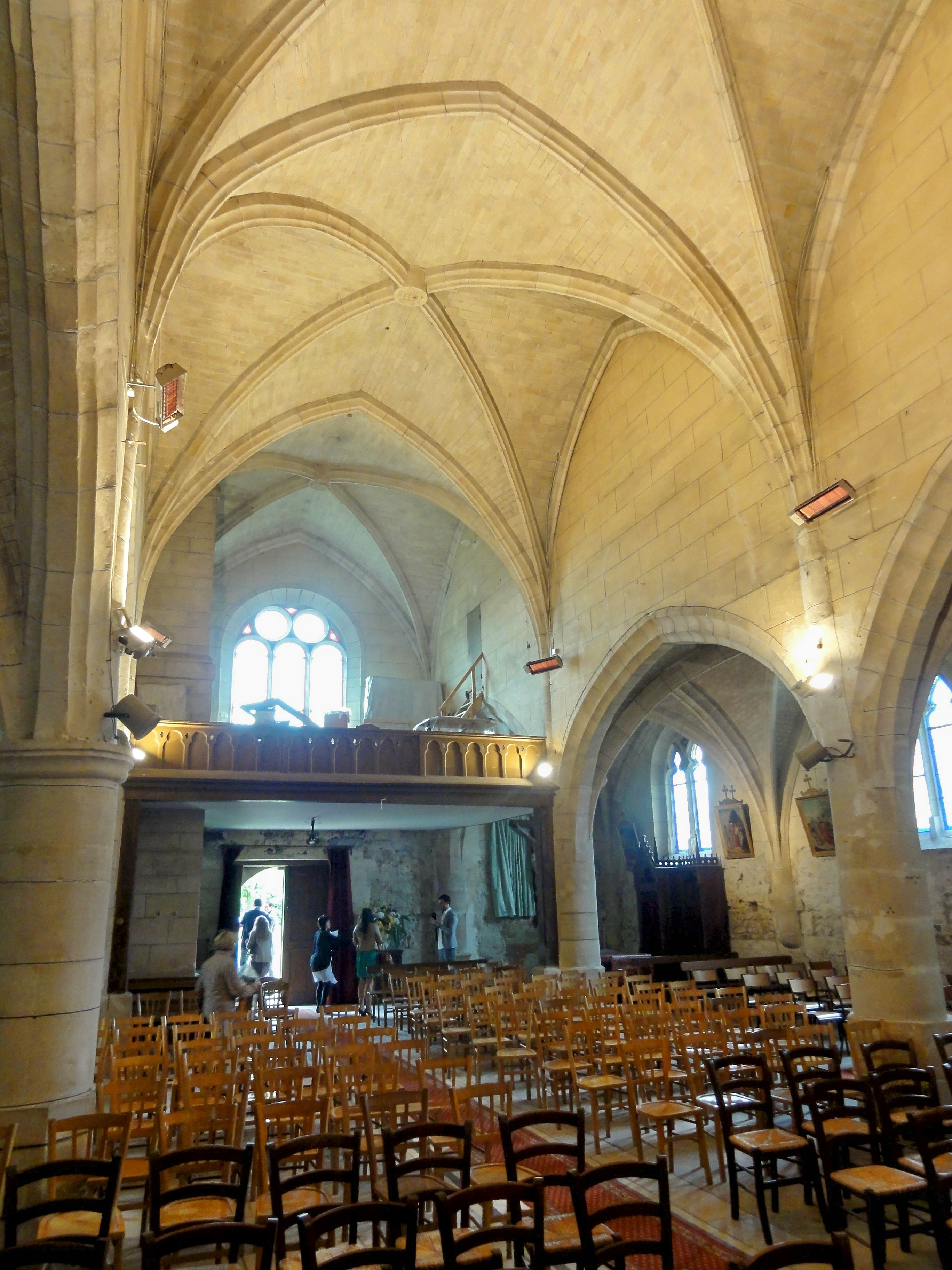
Nef, vue vers le nord-ouest.
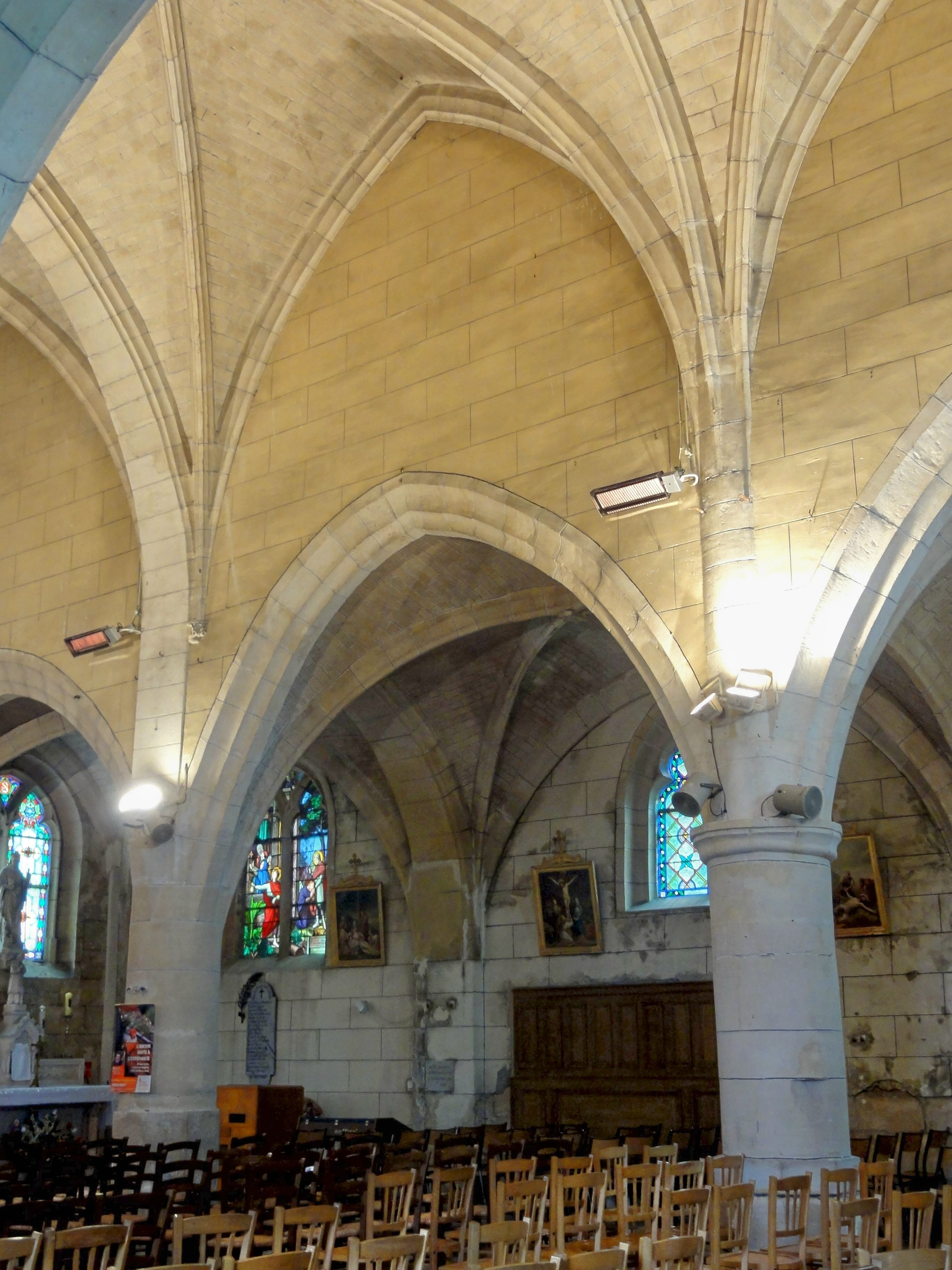
Nef, 3e et 3e grande arcade du sud.
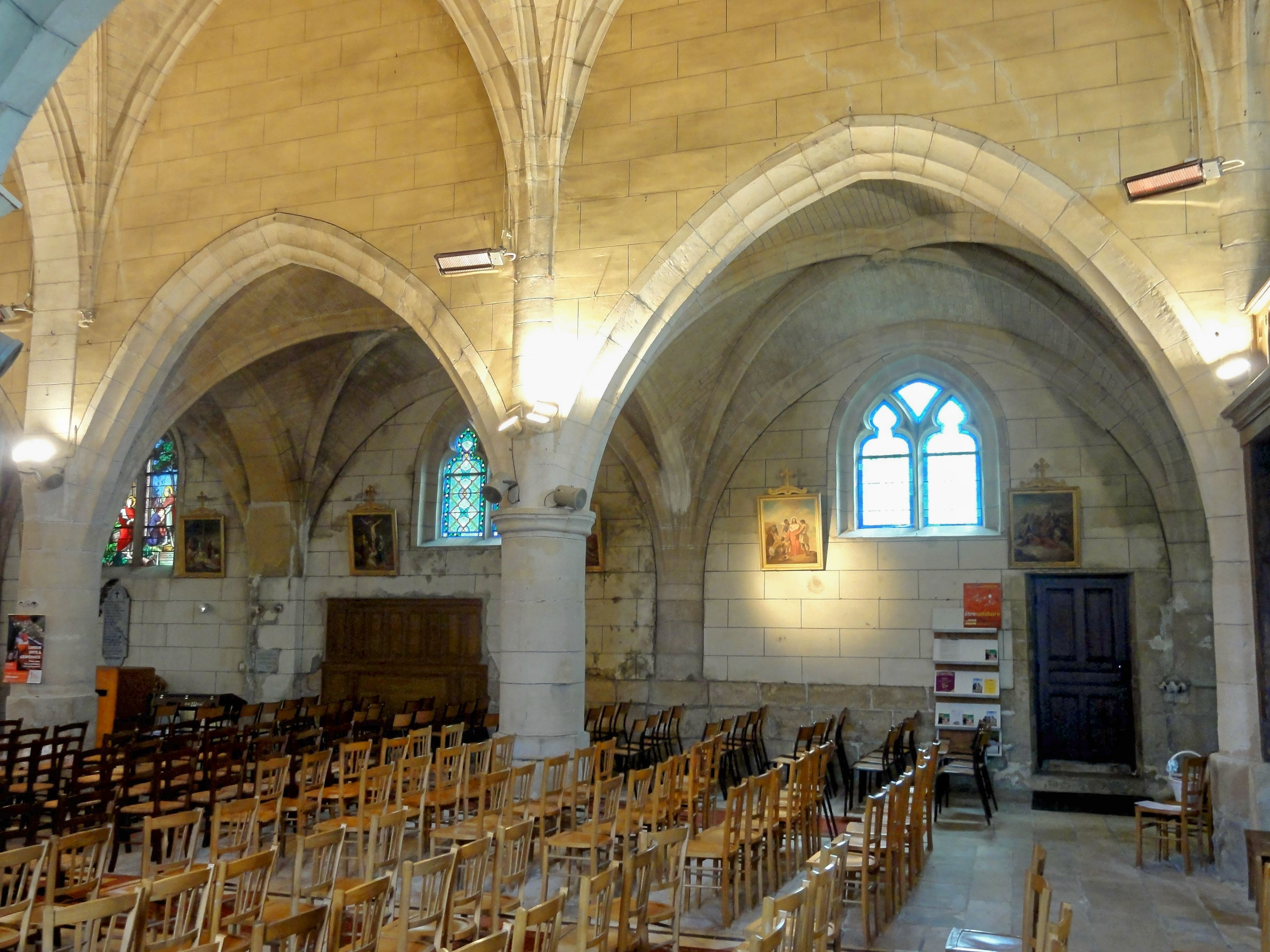
Nef, 3e travée, élévation sud.

#### Bas-côtés

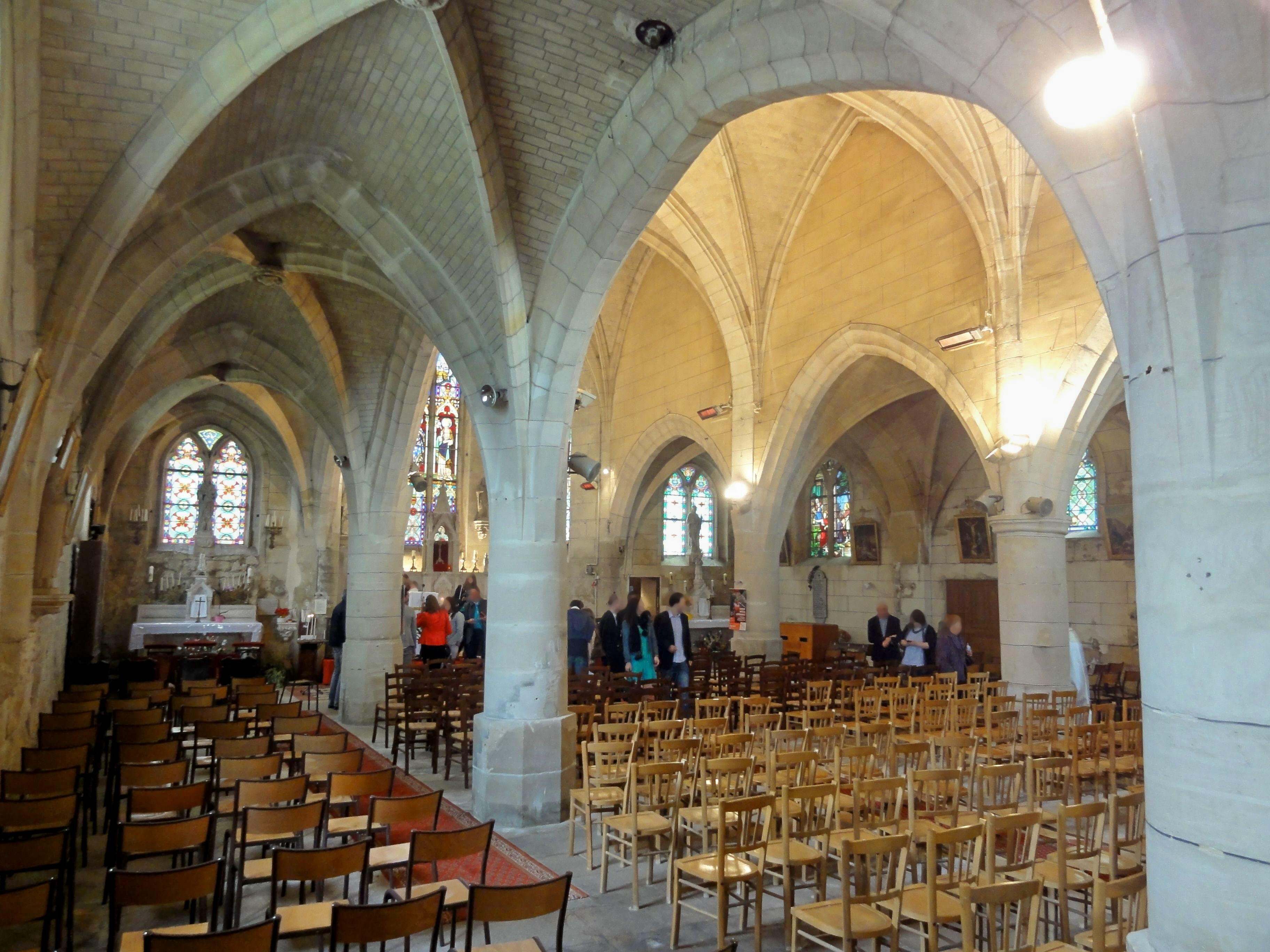
Bas-côté nord, grandes arcades.

Les bas-côtés sont construits selon les mêmes principes que le vaisseau central. Dans les trois premières travées, les clés de voûte sont néanmoins décorées. L'on y voit des écussons vides ; des couronnes de feuillages entourant une rosace ; ou des motifs inspirés de la Renaissance : des disques gravés de cannelures concentriques, avec des rosaces au milieu, et des oves sur les bordures. Des fenêtres existent dans chaque travée, latéralement et au chevet. Elles sont situées assez haut dans les murs, et guère plus hautes que larges. Malgré la largeur disponible, elles ne comptent que deux lancettes, et non pas trois, comme à Survilliers. Ces petites fenêtres sont suffisantes pour éclairer les bas-côtés, mais le jour peine à pénétrer jusque dans la nef. Au nord, les piliers engagés ne sont plus complets : leur partie inférieure a été supprimée, sans doute pour avoir été rongée par l'humidité. Dans la seconde travée du sud, l'existence du petit portail latéral n'entame pas la taille de la fenêtre. La première travée du sud représente un cas particulier. Elle n'a pas été conçue pour servir de base au clocher, et montre en principe les mêmes dispositions que les autres travées. La base du clocher est carrée, et donc plus petite que la travée, mais l'un de ses contreforts fait saillie dans la nef. La grande arcade est bouchée. Dans l'axe du bas-côté, une arcade en plein cintre s'ajoute à peu de distance au premier doubleau. La base du clocher est ainsi séparée du reste de l'église, mais n'est pas aménagée comme chapelle. L'on y trouve l'escalier desservant la tribune occidentale de la nef. La litre funéraire est celle du président de Brion, seigneur de La Chapelle, dont les armes se blasonnent ainsi : d'azur à deux oiseaux de sable perchés sur un croissant surmonté de trois étoiles d'or en fasce. Deux ours servent de supports.

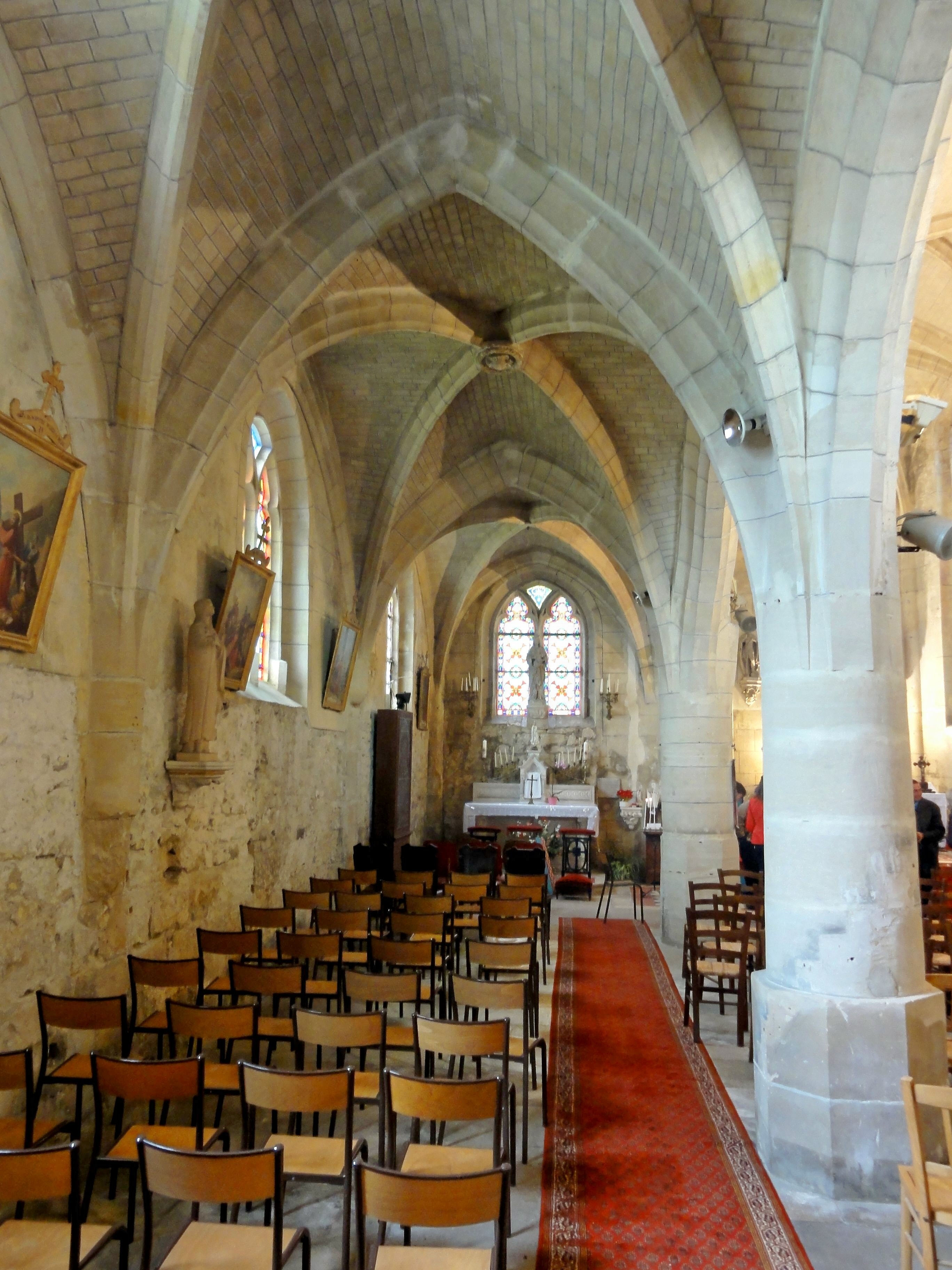
Bas-côté nord, vue vers l'est.
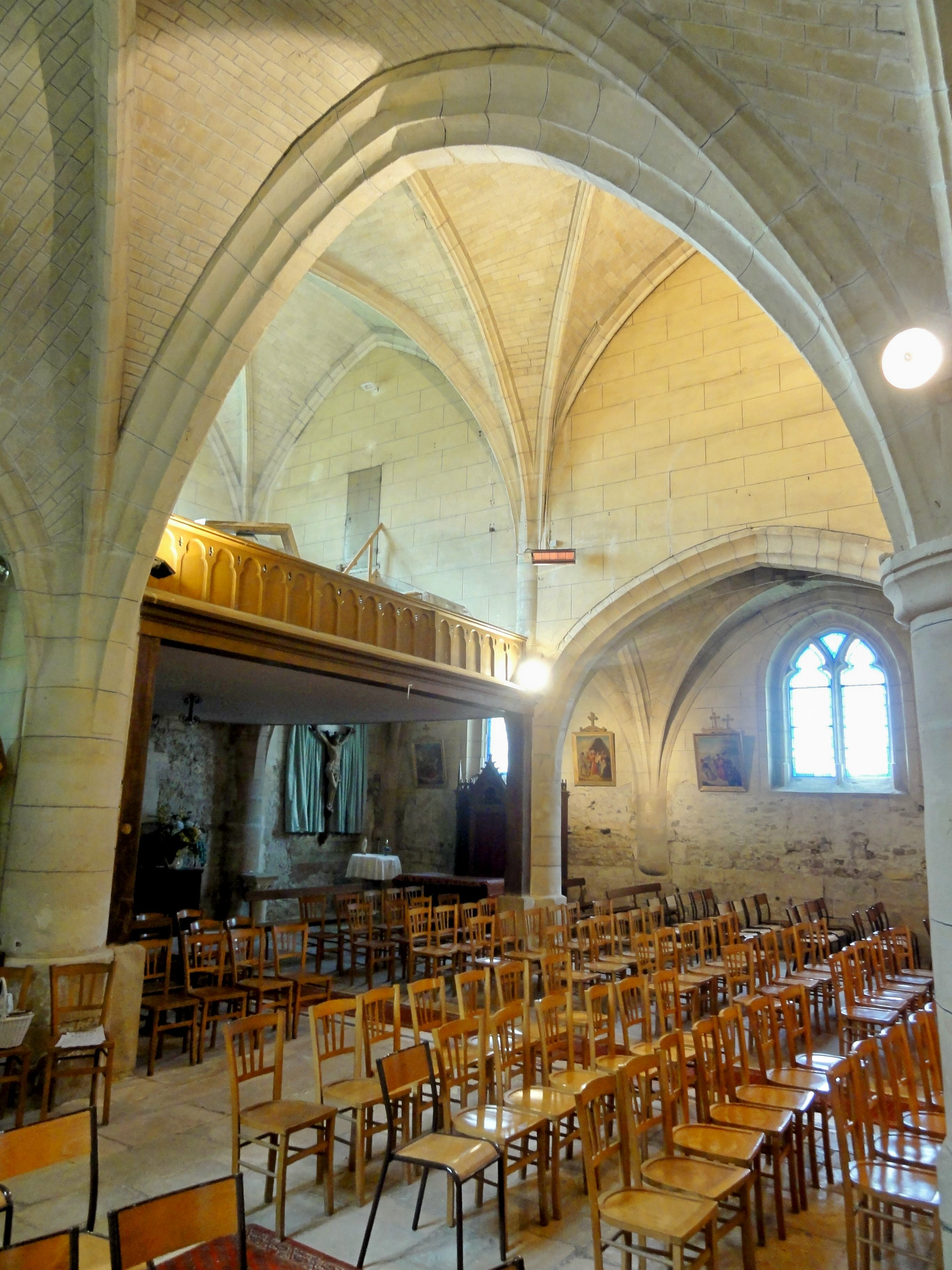
Bas-côté sud, vue par la 2e grande arcade.
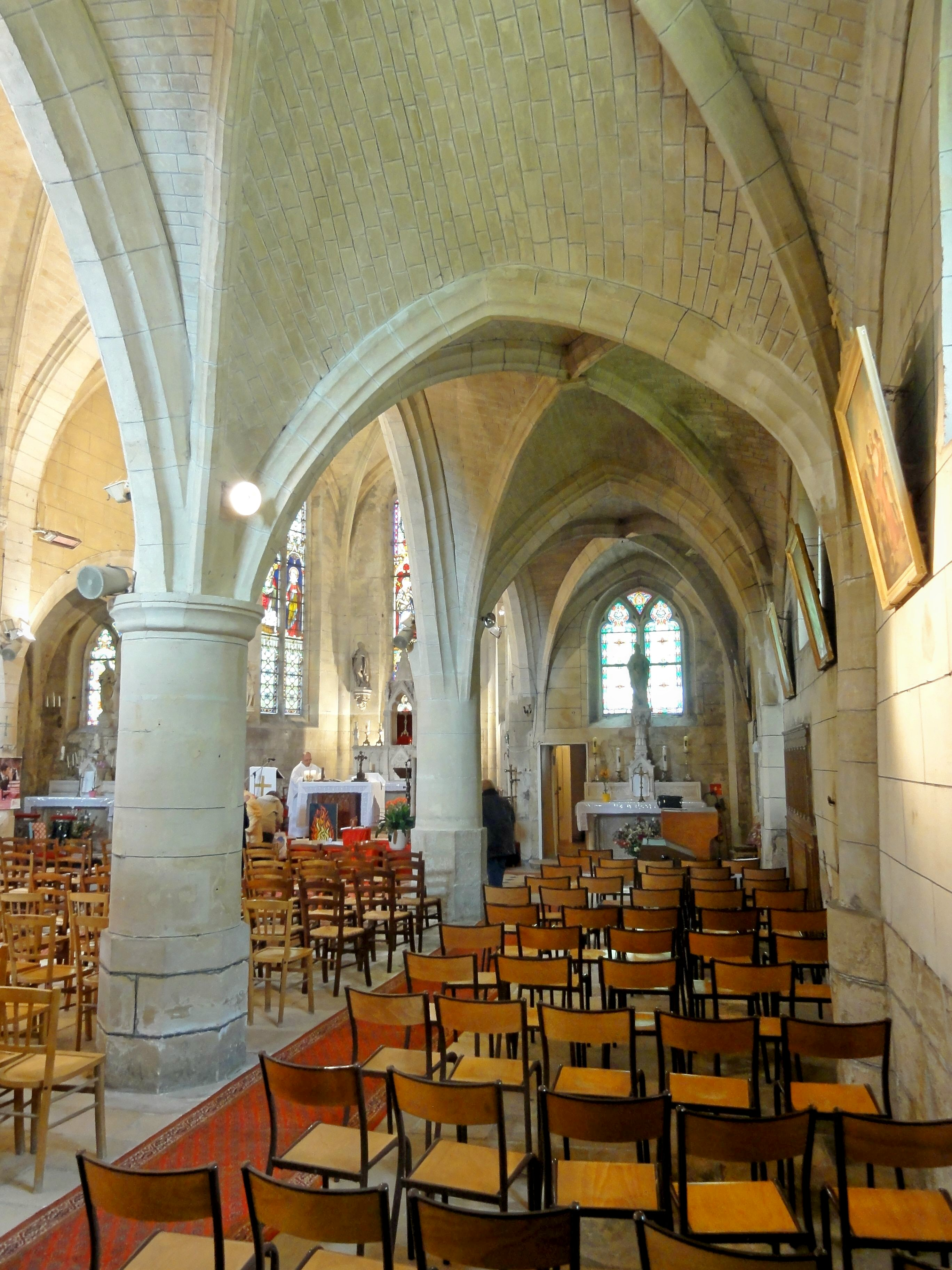
Bas-côté sud, vue vers l'est.
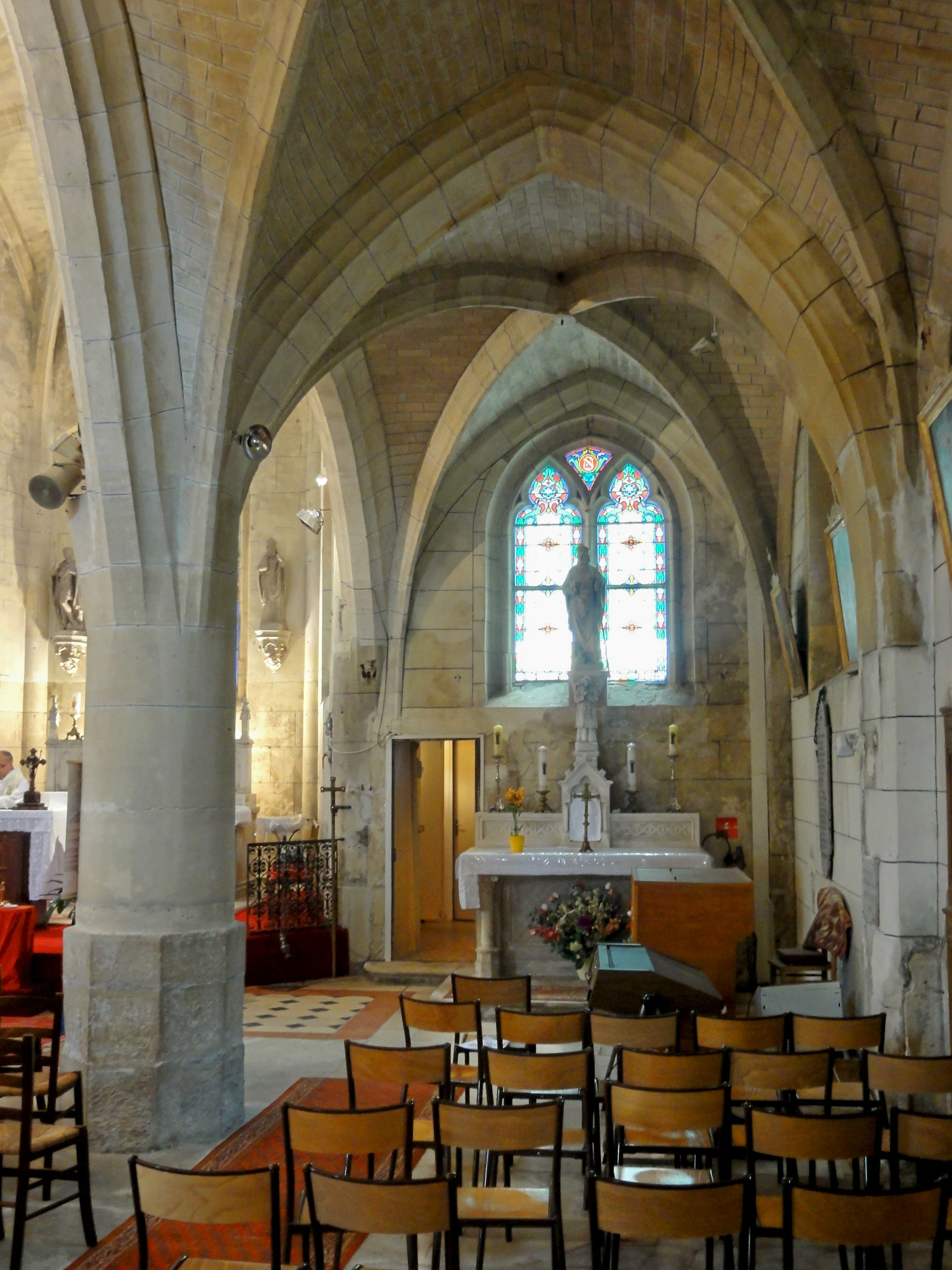
Bas-côté sud, vue vers l'est.
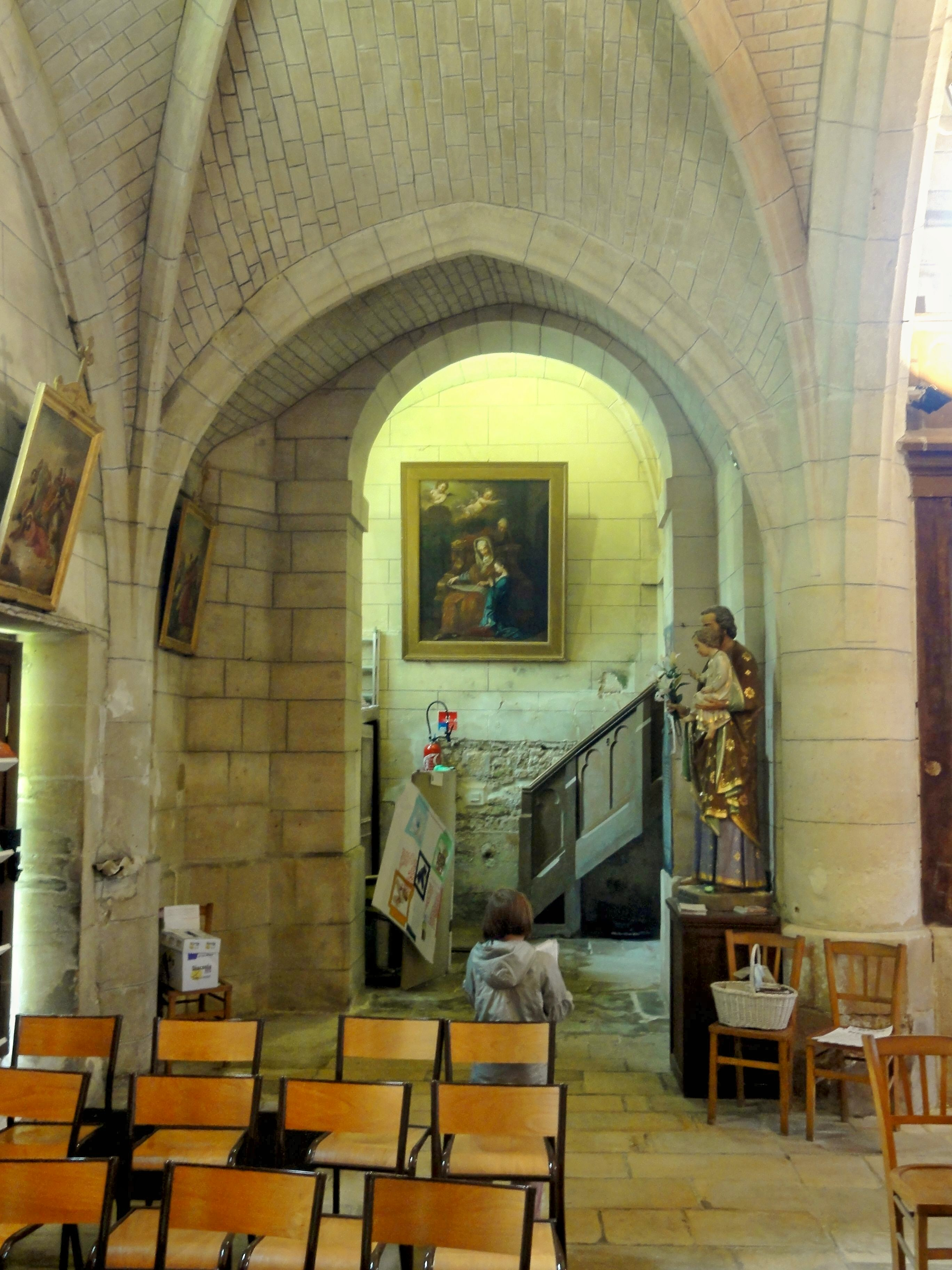
Bas-côté sud, vue sur la base du clocher.
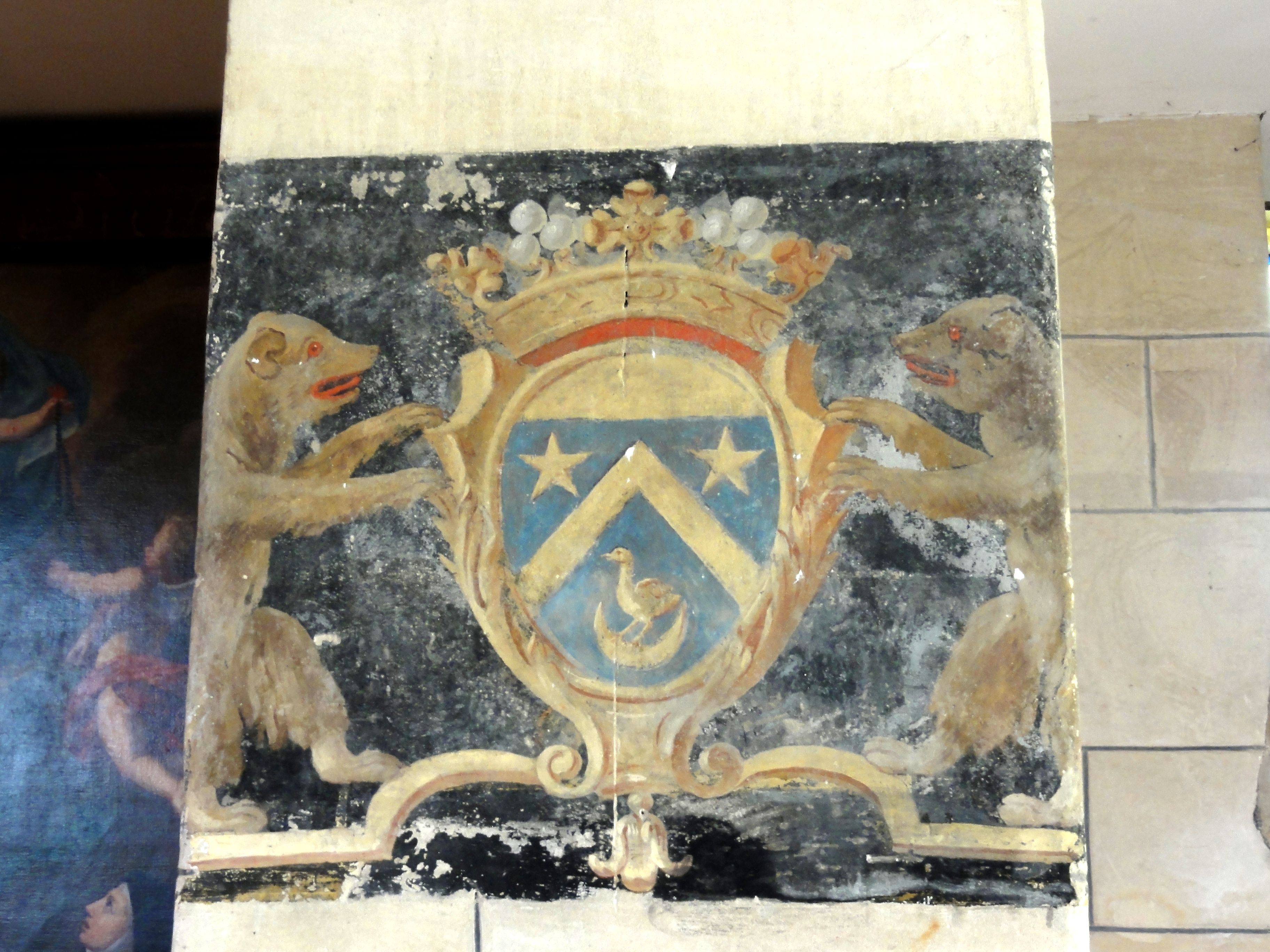
Litre funéraire du président de Brion.

### Extérieur

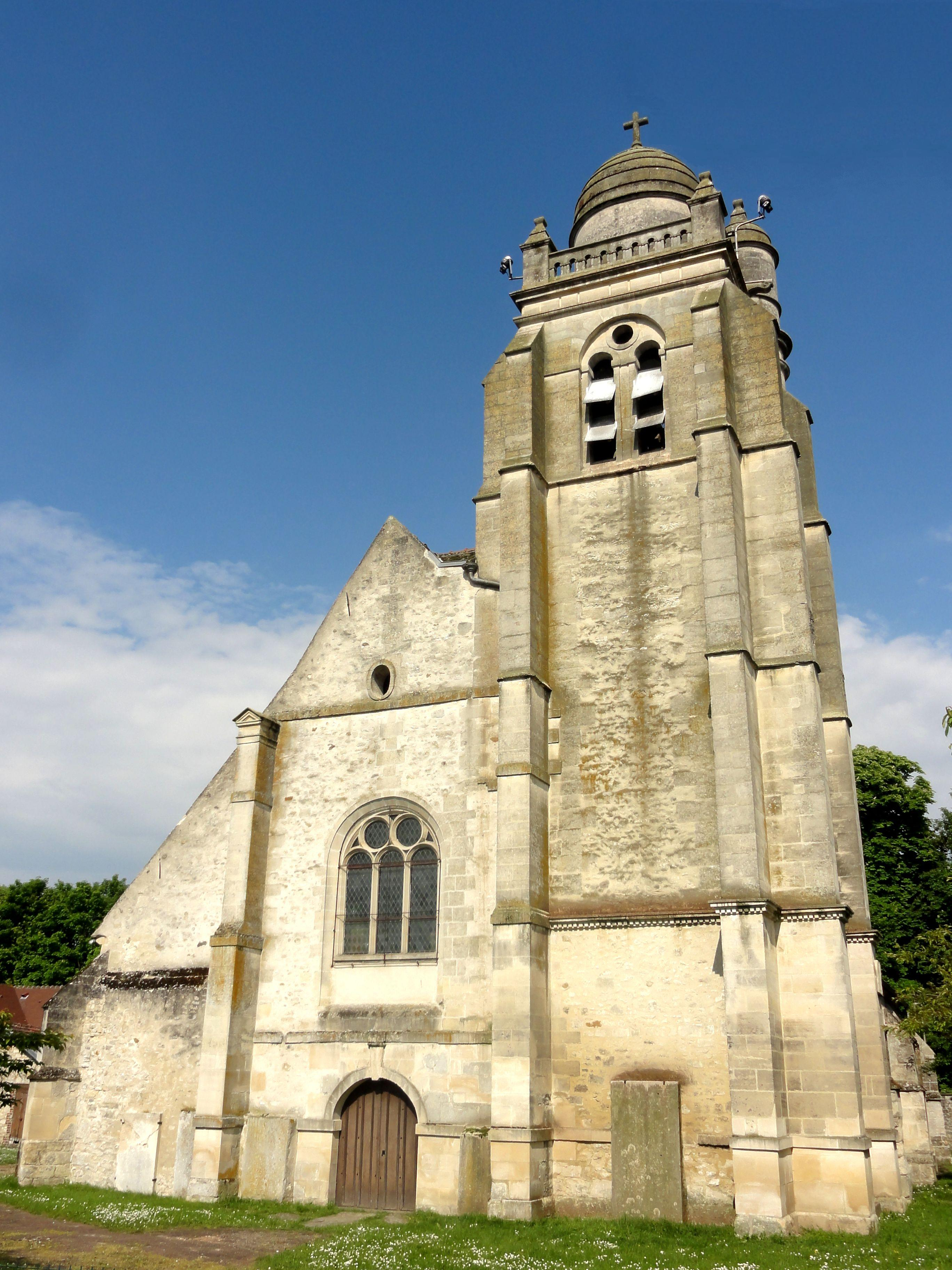
Clocher et façade occidentale.

Le clocher est l'élément dominant de la silhouette de l'église. Il occupe l'angle sud-ouest, qui est le premier visible en s'approchant de l'église depuis le centre du village. C'est la position habituelle des clochers issus de la reconstruction après la Guerre de Cent Ans, alors que les clochers du Moyen Âge sont le plus souvent assis au-dessus de la croisée du transept dans la région. Chaque angle du clocher est flanqué de deux contreforts orthogonaux, qui sont strictement verticaux, et s'amortissent par un glacis. Ils sont scandés par les mêmes éléments que les faces latérales du clocher, à savoir un bandeau méplat à la limite du soubassement ; une corniche de denticules entre le rez-de-chaussée et le haut étage intermédiaire aveugle ; et un larmier entre l'étage intermédiaire et l'étage de beffroi. S'y ajoute un autre larmier à mi-hauteur de l'étage intermédiaire, où il n'est pas présent sur les murs. Ainsi, le clocher s'organise visuellement en quatre sections de hauteur équivalente. L'étage de beffroi commence au niveau du sommet du pignon de la nef. Il est ajouré de deux baies abat-son en plein cintre sur chaque face. Ces baies sont surmontées d'un oculus, et s'inscrivent avec celui-ci dans un arc de décharge en plein cintre. L'ornementation se limite à des bandeaux méplats entourant les ouvertures, et un bandeau méplat au niveau des impostes. À l'étage de beffroi, succède une sorte d'entablement aniconique, qui est seulement agrémenté de quelques entailles verticales (ce ne sont pas des triglyphes ou diglyphes). Puis, la terrasse au sommet du clocher est cantonnée de quatre clochetons sur plan carré, qui sont reliés entre eux par des balustrades à jour. Ce sont en fait des murs avec neuf petites arcatures en plein cintre, qui sont décorées de la même façon que les baies de l'étage de beffroi. Le couronnement est formé par un cylindre et un dôme sommé d'un crucifix. L'ensemble est une version simplifiée du clocher méridional de Saint-Pierre de Senlis, qui a été édifié en plusieurs étapes entre 1558 et 1592 (Dominique Vermand a commis une distraction en parlant de la fin du XVIIe siècle).

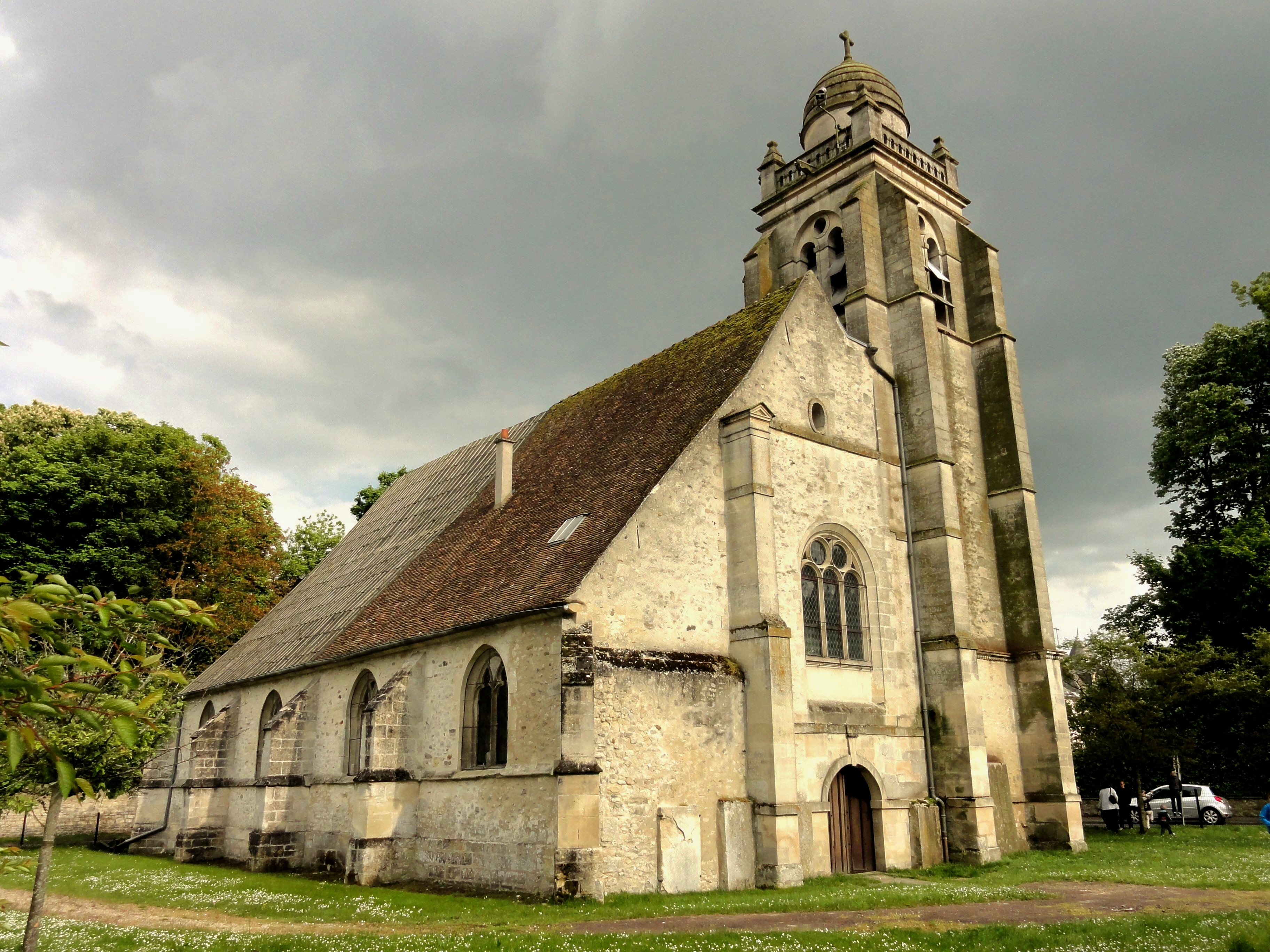
Vue depuis le nord-ouest.

La façade de la nef se limite à peu de chose. À gauche, elle est épaulée par un contrefort, qui est décoré par trois bandeaux méplats. Il se retraite une fois par un court glacis, et s'achève par un chaperon en bâtière, avec un petit fronton triangulaire. Le portail est une simple porte en plein cintre assez basse, à double vantail. La clé d'arc est légèrement proéminent ; sinon, la modénature est réduit aux bandeaux méplats déjà observés autour des baies du clocher. La grande fenêtre occidentale de la nef est entourée d'une gorge, et pourvue d'un remplage de type Renaissance, avec trois formes en plein cintre surmontées de deux oculi, les écoinçons étant ajourés. À la naissance du pignon, court un autre bandeau méplat. Le pignon est ajouré d'un œil-de-bœuf. Le mur occidental du bas-côté nord est aveugle. Il se retraite par un fruit près de la naissance du demi-pignon. Le contrefort d'angle est biais, comme aux extrémités près du chevet, et entre la troisième et la dernière travée du bas-côté sud. Tous ces contreforts sont analogues. Ils sont structurés par un larmier, qui court tout autour de l'église à la limite des allèges (à l'exception de la façade et du clocher), et se terminent par un glacis formant larmier. Les élévations latérales se caractérisent uniquement par les fenêtres, déjà décrites ; les contreforts ; et le larmier qui sert d'appui aux fenêtres. Proche du sol, après les premières assises, les murs se retraitent grâce à un fruit, sans la plinthe moulurée habituelle. L'appareil est constitué de moellons irréguliers noyés dans un mortier, sauf pour les pourtours des fenêtres, les contreforts et les chaînages. Au chevet, les contreforts portent des niches à statues avec des dais flamboyants finement ciselés ; ce sont les seuls ornements sculptés que possède l'église. Le toit est couvert de tuiles plates du pays.

## Mobilier
Parmi le mobilier de l'église, trois éléments sont classés monument historique au titre objet : il s'agit de la Vierge à l'Enfant et de deux tableaux peints à l'huile sur toile.
- La Vierge à l'Enfant en pierre calcaire mesure 100 cm de haut, et date du second quart ou du milieu du XIVe. Elle était anciennement polychrome. La silhouette de Marie est légèrement déhanchée. Elle porte une couronne de feuillages. Les mèches de ses cheveux ondulés encadrant le visage plein, et les drapés fluides du manteau et du voile font preuve de l'habile coup de ciseau du sculpteur. L'Enfant Jésus regarde affectueusement le visage de sa mère, et affleure son sein avec la main droite, alors qu'il porte un oiseau enserré dans sa main gauche (et non sur la main). La main droite de la Vierge recollée. L'œuvre est classée depuis 1912[12].
- Le tableau peint à l'huile sur toile montrant la Vierge entourée d'anges, d'après le dossier de classement, illustre en fait la réception du Saint-Rosaire par saint Dominique de Guzmán et sainte Jeanne d'Aza, sa mère, des mains de la Vierge à l'Enfant. Il mesure 100 cm de haut et 35 cm de large, et a été peint par l'artiste espagnol Mario Salvador de Maella à la fin du XVIIIe siècle ou au début du XIXe siècle. De Maella est directeur de l'académie royale des beaux-arts de San Fernando de Madrid, et premier peintre du roi Charles IV d'Espagne. L'œuvre est classée depuis 1912[13].
- Le tableau peint à l'huile sur toile représentant également la Vierge entourée d'anges mesure 60 cm de haut et 40 cm de large, et a été peint par le même artiste en 1819. Il est classé lui aussi depuis 1912, mais à malheureusement été volé à une date indéterminée[14].
- Le tableau peint à l'huile sur toile représentant l'Éducation de la Vierge par sainte Anne, sa mère, montre comment la jeune Marie apprend à lire. Cette œuvre n'est pas classée. Il s'agit d'une copie médiocre d'après Jean Jouvenet.
- La plaque de fondation en marbre noir de Jacques d'Outreleau, maître de poste, mort le 6 mars 1737 à l'âge de soixante-sept ans ; de dame Anne Le Soult, sa première femme ; et de dame Marguerite Afforty, sa première femme ; stipule les détails des services obituaires à célébrer annuellement pour le salut de leur âme. Ils sont définis dans un acte notarié passé devant Me Raimbault et son confrère à Senlis. En contrepartie, le défunt laisse à la fabrique une rente perpétuelle et non rachetable de douze livres, à prendre sur une pièce de terre de trois arpents et demi. La bordure de la plaque est ornée de larmes. Au tympan, l'écusson représente les insignes ou emblèmes héraldiques des maîtres de poste : une botte éperonnée et une ancre, le tout surmonté de trois étoiles. Ce n'est donc pas un blason. En bas du texte, l'on voit une tête de mort portant une couronne de laurier, entre deux ailes de chauve-souris. — D'après Eugène Müller, le patronyme, que l'on peut lire outre l'eau ou ultra aquam, pourrait indiquer une origine italienne[2].
- L'église abrite trois autres plaques de fondation, qui sont en pierre calcaire. Elles appartiennent à Jean, Gabriel et Simon de Frontenay, et sont toutes les trois du même format et de la même facture. Au tympan, figure le monogramme IHS au milieu d'un plastron. Une plaque est devenue illisible. Les autres datent de 1693.

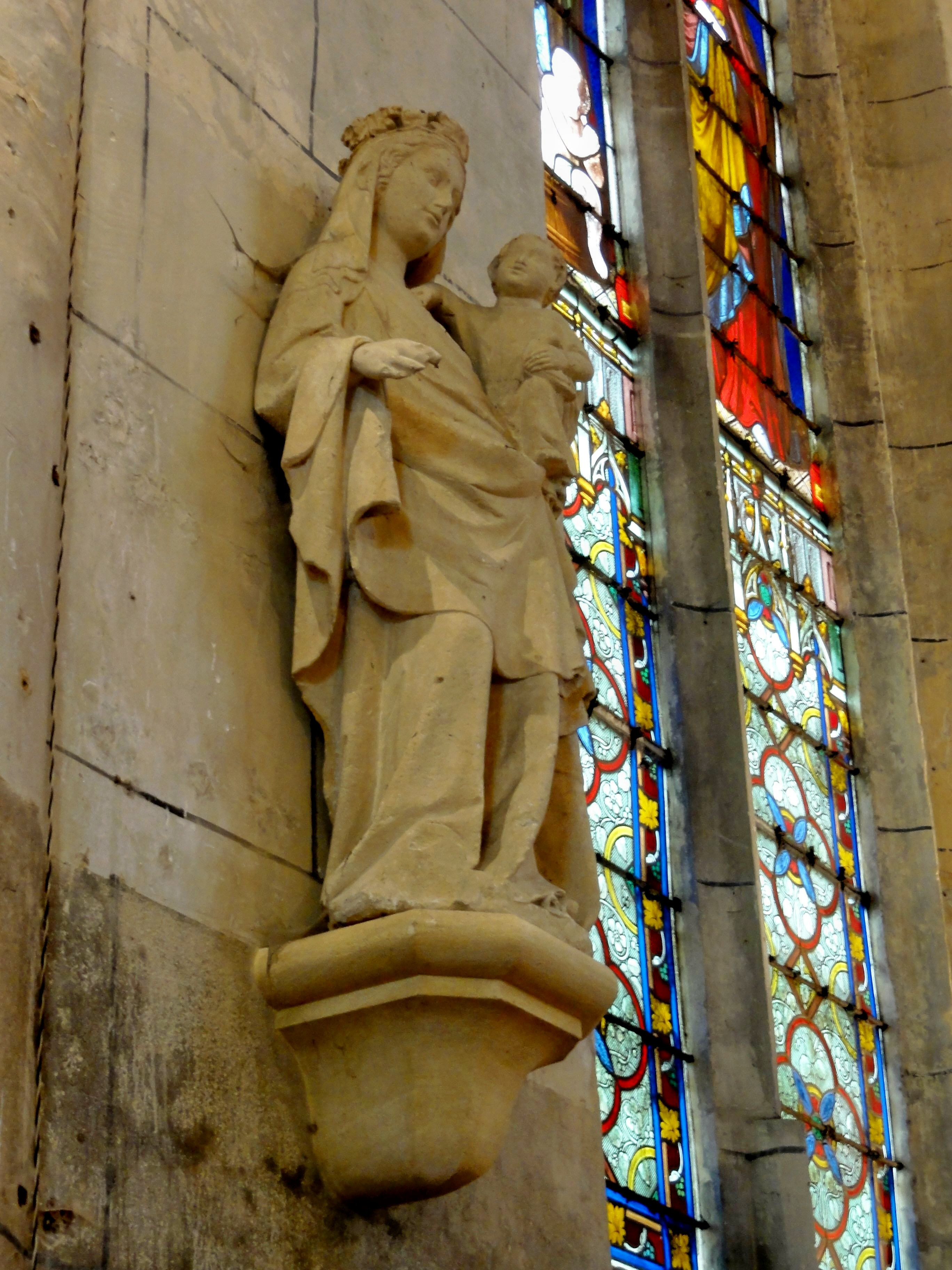
Vierge à l'Enfant du XIVe.
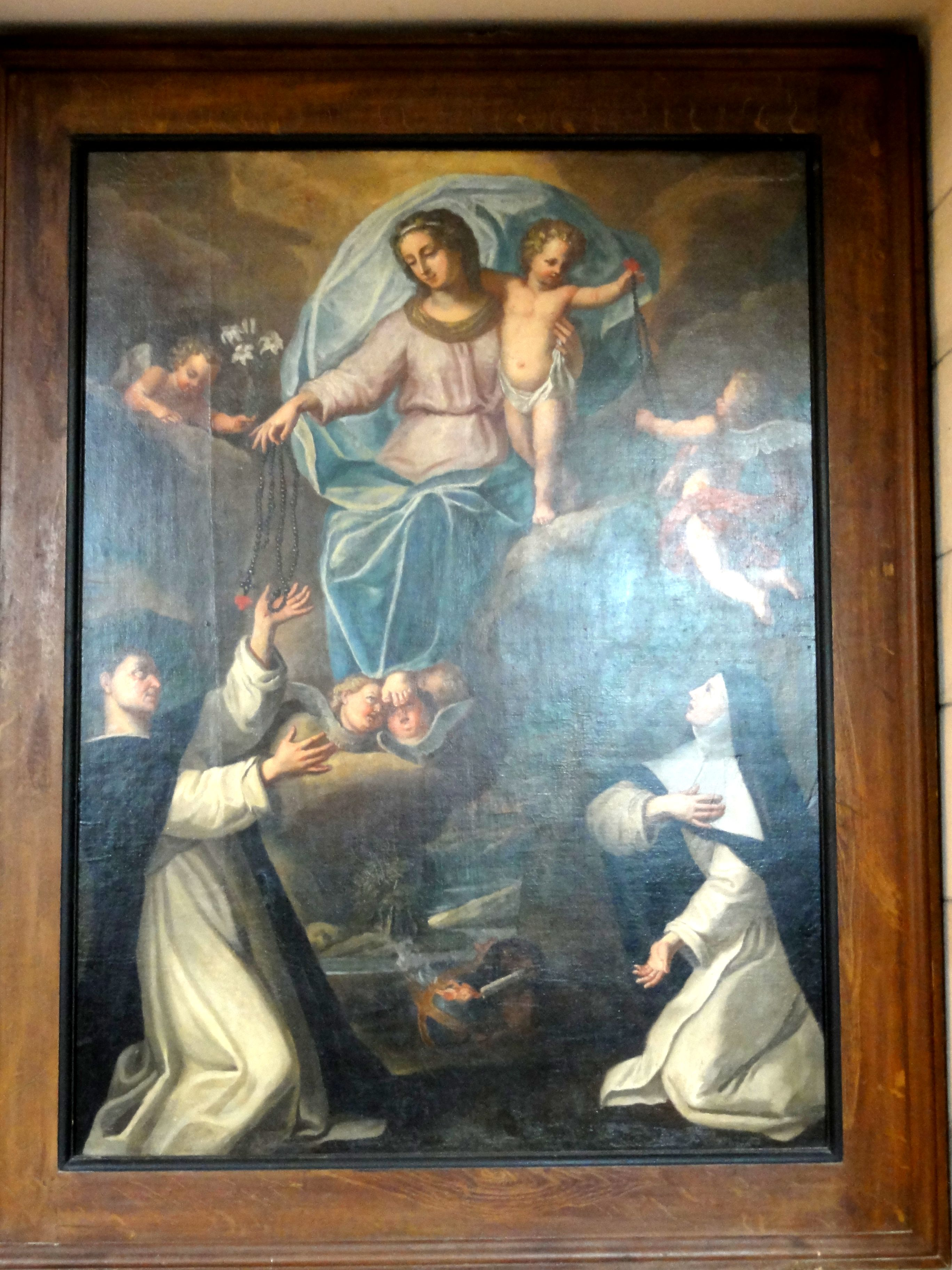
La réception du Rosaire.
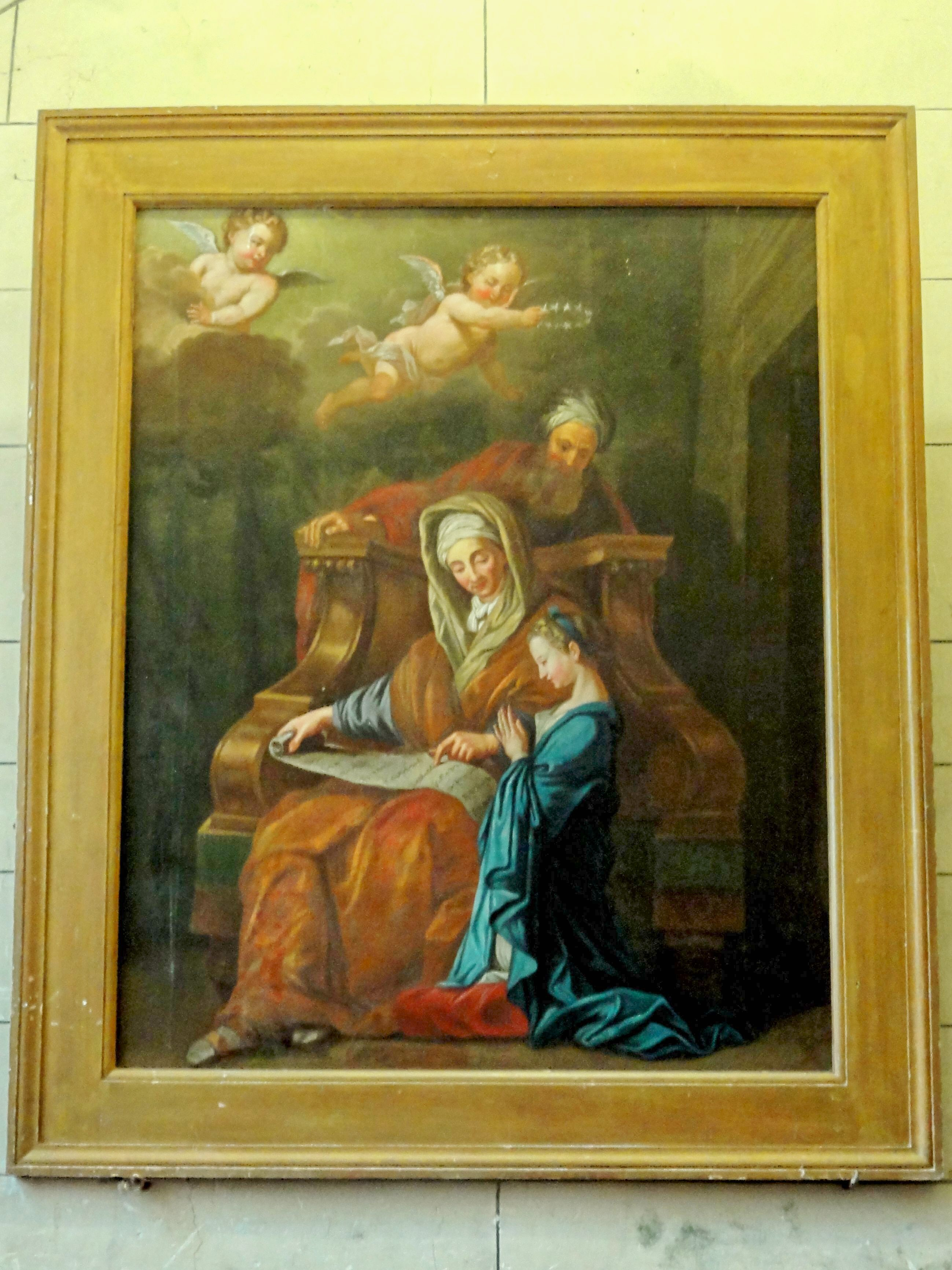
L'Éducation de la Vierge.
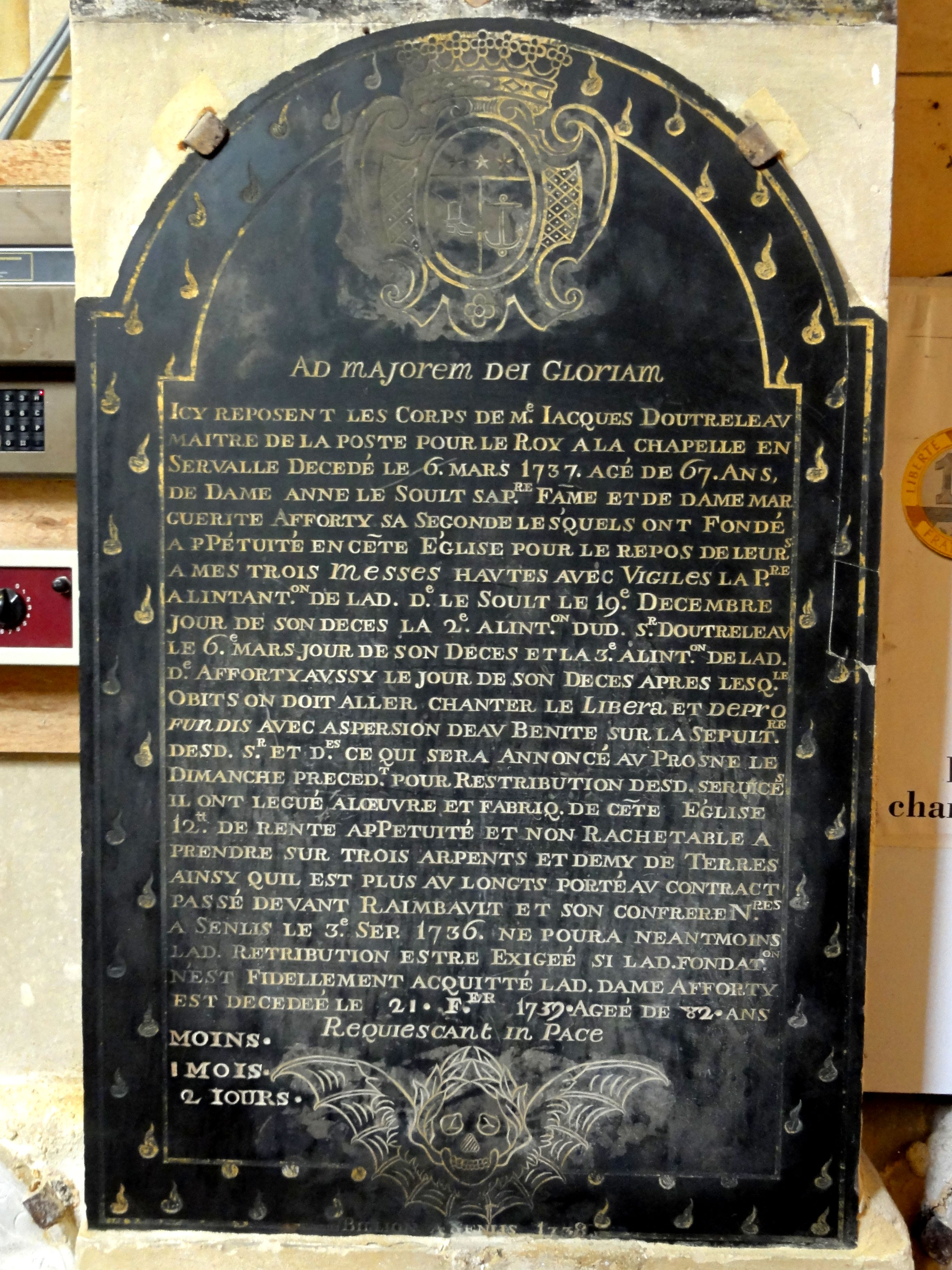
Plaque de fondation.
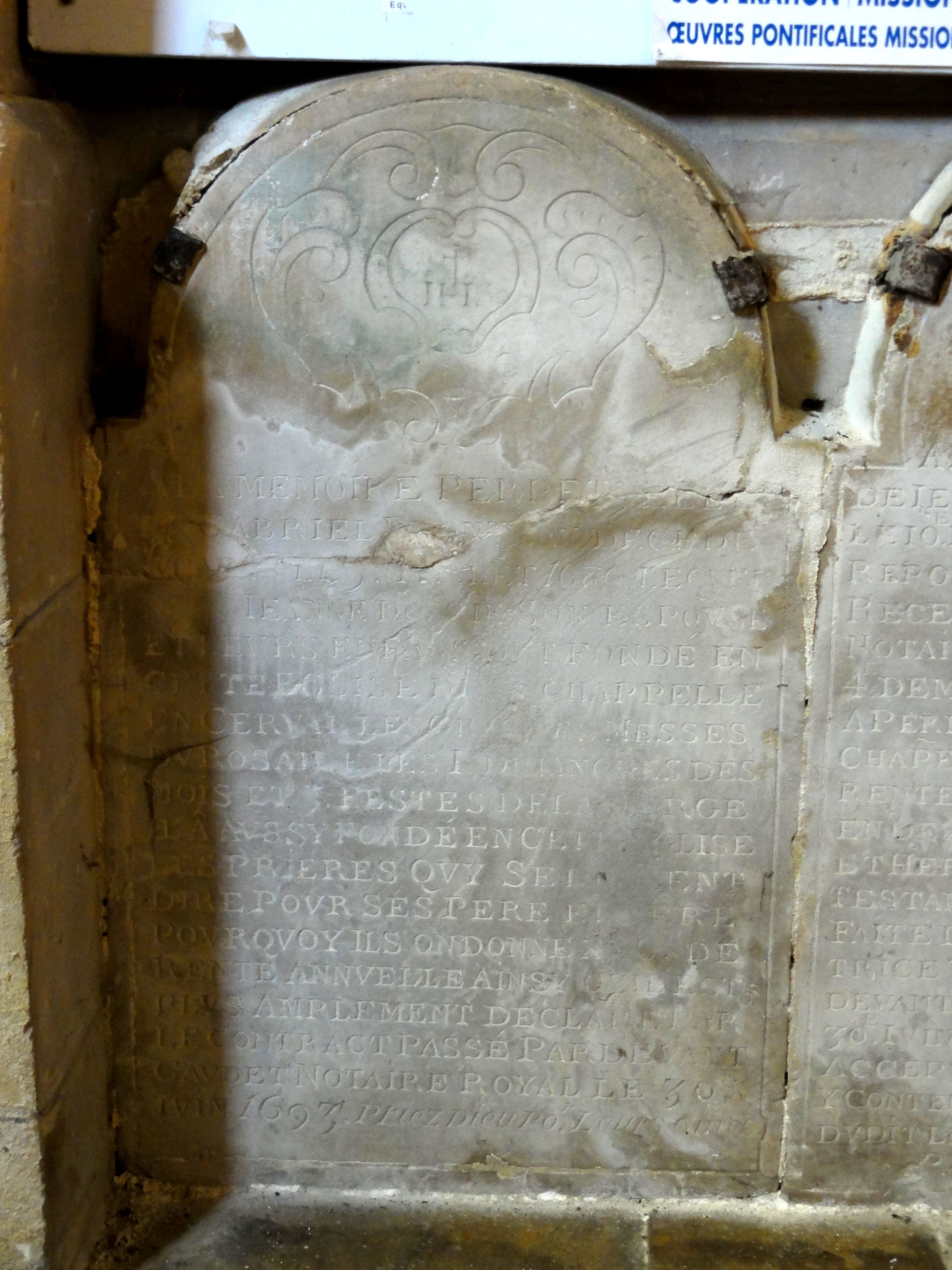
Plaque de fondation.
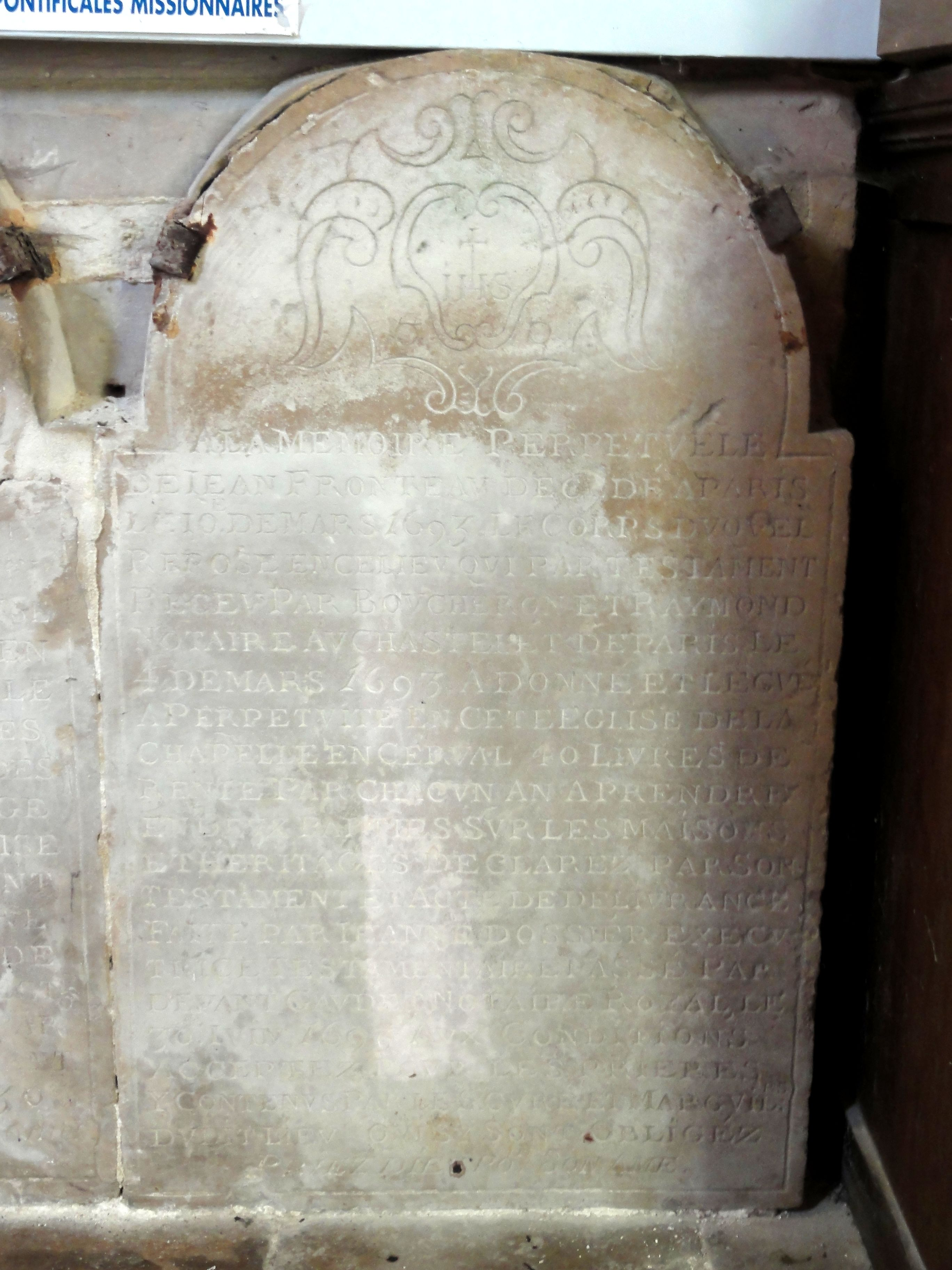
Plaque de fondation.